# Sąd Ostateczny (fresk Michała Anioła)
Sąd Ostateczny – fresk w Kaplicy Sykstyńskiej namalowany przez włoskiego malarza, rzeźbiarza, poetę i architekta epoki odrodzenia, Michała Anioła.

## Zamówienie i prace przygotowawcze
W 1534 roku Michał Anioł opuścił Florencję i powrócił do Rzymu. Tam ówczesny papież, Klemens VII (Giulio de Medici), zlecił mu przerobienie ściany ołtarzowej Kaplicy Sykstyńskiej i namalowanie na niej ogromnego fresku przedstawiającego Sąd Ostateczny. W tym celu artysta musiał usunąć kilka cennych malowideł, między innymi freski namalowane 20 lat wcześniej przez siebie samego oraz główny fresk przedstawiający Wniebowzięcie Matki Boskiej i klęczącego papieża Sykstusa IV, fundatora kaplicy. Dzieło to, wykonane przez Pinturicchia, miało podstawowe znaczenie dla pierwotnej piętnastowiecznej koncepcji ikonograficznej kaplicy, która nosiła wezwanie Matki Bożej. Nad freskiem znajdowały się wizerunki niektórych papieży autorstwa malarzy florenckich tworzących pod okiem Sandra Botticellego a po obu stronach kwatery z początkowymi scenami dwóch cykli przedstawiających sceny z życia Chrystusa i Mojżesza.
Wkrótce po złożeniu zamówienia papież Klemens zmarł, a na jego następcę wybrano Pawła III. Nowy papież w listopadzie 1536 roku podtrzymał wcześniejsze zamówienie u mistrza. Przed przystąpieniem do prac Michał Anioł zamurował okna, skuł freski i herb rodu della Rovere oraz pokrył ściany kilkoma warstwami tynku. Położenie tych kilku warstw miało zapobiec pękaniu i pojawieniu się pleśni oraz spowodować nachylenie ściany ku środkowi kaplicy, co miało dać większy efekt wizualny (w rezultacie namalowana przez Michała Anioła postać sędziego wydaje się widzowi większa). W wyniku tych prac artysta nadał ścianie i freskowi na niej powstałym kształt zbliżony do dwóch tablic mojżeszowych (luchot). W pracach nad freskiem początkowo pomagało artyście dwóch pomocników, wraz z którymi ucierał farby, głównie koloru błękitnego. Kolor ten powstawał z ucieranego na proszek cennego kamienia – lapis lazuli.

## Opis dzieła
Michał Anioł pracował nad freskiem siedem lat. Zanim rozpoczął dzieło, sporządził szereg szkiców przygotowawczych, z których cztery najważniejsze ilustrujące ewolucje późniejszego szkicu znajdują się obecnie w Musée Bonnat-Helleu w Bajonnie, w Domu Buonarrotiego we Florencji oraz w Gabinecie Rysunków i Szkiców w Galerii Uffizi

### Lunety

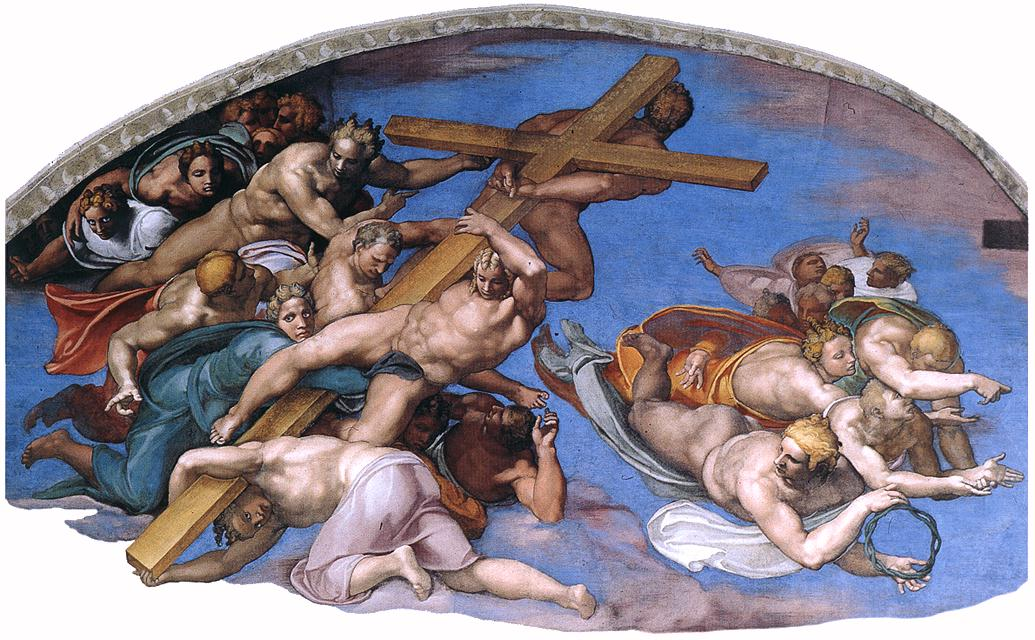
Aniołowie w lewej lunecie

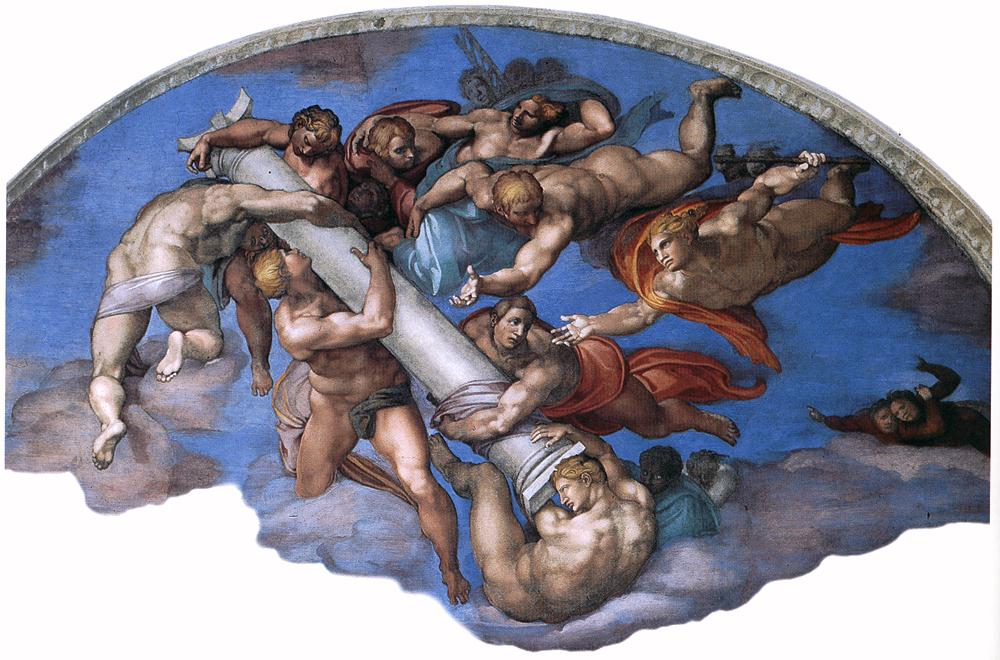
Aniołowie w prawej lunecie

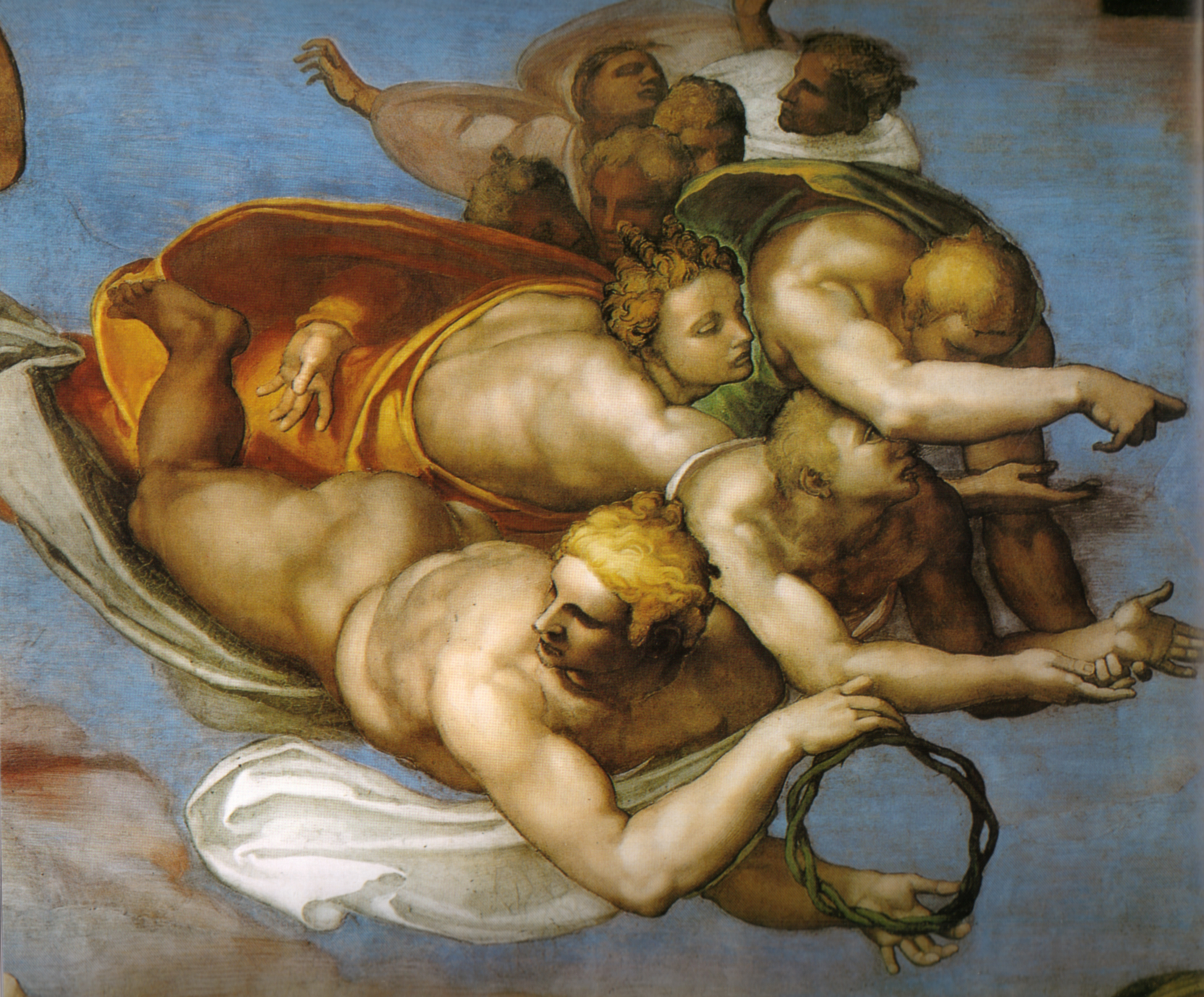
Aniołowie

Prace nad freskiem Michał Anioł rozpoczął od góry, od łukowych partii – lunet. Tam przedstawił postacie aniołów trzymających atrybuty męki Pańskiej: krzyż, koronę cierniową, słup, przed którym biczowano Jezusa i włócznię. Postacie zostały przedstawione odmiennie od dotychczas przyjętych kanonów. Nie posiadają skrzydeł, aureoli czy miłych dziecięcych twarzy, ale muskularne i delikatne rysy młodzieńców. Pierwotnie ciała chłopców, poskręcane, przyjmujące wyraziste pozy i gesty, były całkowicie nagie. Po lewej stronie aniołowie skupieni są wokół krzyża. Każdy z nich przedstawia pewien etap ukrzyżowania. Anioł odziany w zieloną szatę obejmuje krzyż, uosabiając tym samym ludzką drogę do dnia Sądu Ostatecznego, podczas której człowiek pokładający nadzieję w krzyżu Chrystusa unika sądu. Kolor jego szaty jest kolorem nadziei. Za nim widoczny jest anioł w szacie szafranowej, symbolizującej rozeznanie duchowe zbliżające ludzi do krzyża. W dolnej części krzyża widoczna jest inna postać ubrana w fioletową szatę. Ten kolor, w połączeniu z bielą, symbolizuje wiarę i pokutę. Pozostali dwaj zostali ubrani w białą koszulę i czerwono-zielony płaszcz. Kolory są symbolem odpowiednio: wiary, nadziei i miłości. Wszystkie barwy oznaczają więc cnoty potrzebne do uznania krzyża jako narzędzia zbawienia. Dwaj aniołowie opierają się o symbol męki, co przy ich nagości tylko potęguje ich wiarę w zbawienie i poddanie się symbolowi męki. Obok po prawej stronie znajduje się grupa czterech aniołów lecących w kierunku środka. Jeden z nich ogląda się za siebie, trzymając w ręku koronę cierniową z bardzo małymi kolcami. Obok niego znajduje się inny anioł w szafranowym okryciu na brzuchu i nogach, z jednym tylko gwoździem w ręku. Obok niego inny, w płaszczu w barwach jasnej zieleni i żółci, blokuje przedramię trzeciego anioła, a prawą chwyta gwóźdź, chcąc niejako przebić nim dłoń towarzysza. Ten z kolei unosi prawe ramię i wskazuje na swoją lewą dłoń, która ma być przebita gwoździem. Za tą grupką Michał Anioł umieścił trzy głowy koło siebie oraz nieco odsuniętą czwartą postać w białej szacie.
Druga luneta przedstawia pięciu aniołów skupionych wokół kolumny biczowania, ukazanej na tle błękitnego nieba. U dołu kolumny malarz umieścił nagiego muskularnego anioła, który wydaje się siłować z ciężarem kolumny. Za nim widoczna jest czarnoskóra postać o zamyślonym spojrzeniu. Być może nawiązuje ona do Chama, który według Starego Testamentu wyśmiał nagość swojego ojca Noego i od którego wywodzą się wszystkie ludy afrykańskie. Po prawej stronie znajduje się anioł z czerwoną szatą przepasającą biodra, obejmujący kolumnę za pomocą fioletowej tkaniny. Kolor czerwony tradycyjnie odwołuje się do miłości, fioletowy natomiast do pokuty i wartości relikwii. Kolumna Męki Pańskiej nie przypomina w niczym choćby tej namalowanej przez malarza na fresku w kaplicy św. Zenona w rzymskim kościele św. Praksedy, ale jest podobna do tradycyjnej kolumny greckiej z gładkim trzonem i dorycką głowicą. Patrząc na aniołów, można odnieść wrażenie, iż próbują wznieść budowlę. Powyżej z prawej strony naga postać obejmuje prawą ręką udo innego anioła, okrytego zielonym płaszczem, dotykającego nogą kolumny, a lewą ręka wspierającego się na kolejnej postaci w czerwonej szacie. Taki układ postaci i kolorów interpretuje się jako połączenie nagiego istnienia skazanego na mękę z nadzieją i miłością. U góry przy trzonie kolumny skupione są trzy postacie. U jednego z nich fioletowa draperia zakrywa pośladki, u drugiego zielona tkanina zwisa z uda, a trzeci klęczy na brzegu fioletowego płaszcza. Widoczne kolory mają i w tym przypadku wymiar symboliczny: fiolet to pokuta, łączy się z bielą – symbolem wiary i zielenią – symbolem nadziei. Interpretując barwy i ich połączenie, można wysunąć wniosek, iż widzimy tu obraz Syna Bożego poddającego się biczowaniu z miłości, by wszystkim ludziom gotowym na pokutę dać nadzieję na zbawienie. Wśród aniołów widoczna jest głowa ciemnoskórej postaci, której wzrok skierowany jest ku górze, co może symbolizować cnotę nadziei. W sąsiedniej lunecie znajduje się również taka głowa, z tą różnicą, iż jej wzrok skierowany jest w kierunku widza. W stronę postaci skupionych wokół kolumny leci inny anioł w szafranowej szacie, trzymający w dłoni kij z gąbką nasączoną octem.

### Postać Chrystusa

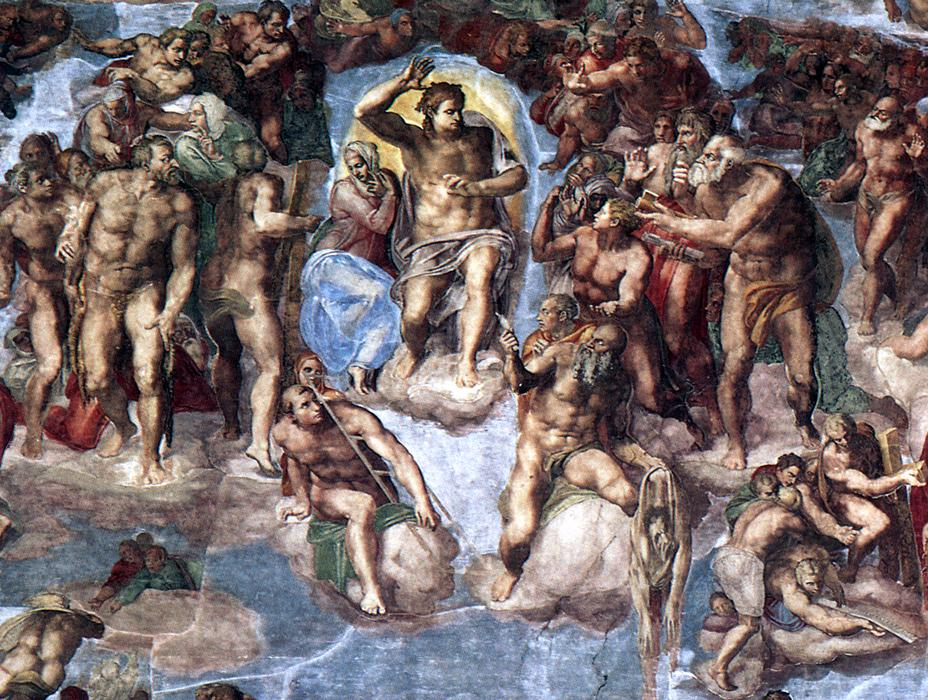
Chrystus w roli Wielkiego Sędziego

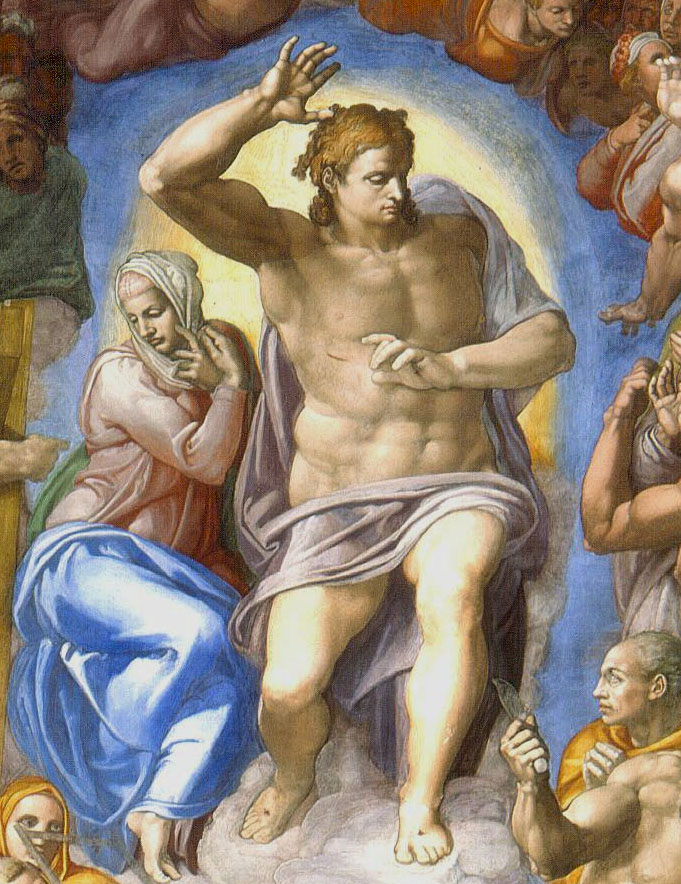
Postać Jezusa jako sędziego i Matki Boskiej, u dołu po lewej stronie podobizna Vittoria Colonna

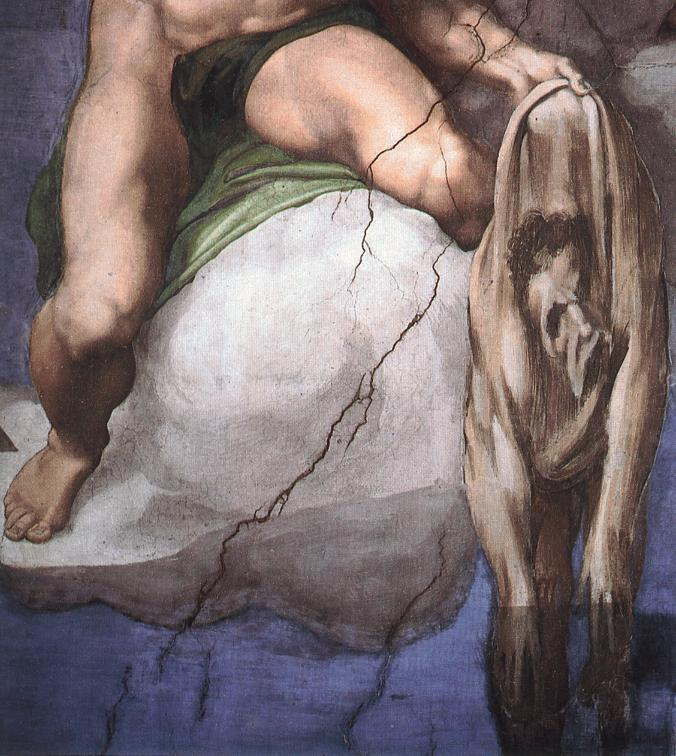
Święty Bartłomiej trzymający swoją skórę z podobizną Michała Anioła

W środku sceny znajduje się postać Chrystusa, przedstawiona w zupełnie odmienny sposób niż na innych obrazach o tej tematyce. Nie posiada on brody, jego ciało jest muskularne i przypomina posąg grecki lub boga Apolla. Michał Anioł, będący pod wrażeniem sztuki antycznej, prawdopodobnie posłużył się dwiema rzeźbami, które niewątpliwie znał. Chodzi o Głowę Apolla belwederskiego oraz Tors Belwederski autorstwa Apolloniosa z Aten. Obie rzeźby znajdują się obecnie w zbiorach Muzeum Watykańskiego. Chrystus ubrany jest w fioletowy płaszcz swobodnie przerzucony przez lewe ramię i udo; kolor nawiązuje do królestwa lub do pokuty. Na jego dłoniach i stopach i boku są słabo widoczne otwarte rany.
Po prawej stronie znajduje się Matka Boża, która odwraca wzrok od osób ukaranych, a tym samym od surowych wyroków Jezusa. Jej twarz została namalowana w zupełnie inny sposób niż pozostałe postacie – zamiast pociągnięciem pędzla farba została naniesiona punktowo. Taki sposób, zwany pointylizmem, na szeroką skalę był stosowany dopiero w XIX wieku, a za jego propagatora uznaje się Georges’a Seurata. Maria spogląda w dół bezpośrednio na twarz tajemniczej kobiety wystającej zza ramienia św. Wawrzyńca i trzymanej przez niego drabiny. Postać ta została zidentyfikowana jako podobizna Vittorii Colonny, włoskiej poetki sympatyzującej z innowiercami skupionymi wokół Juana de Valdésa. Michał Anioł przedstawił Marię jako kobietę brzemienną. Dla malarza jest symbolem Kościoła, a jej ciąża symbolizuje wszystkich wiernych rodzących się dla raju aż do momentu sądu ostatecznego.
Wzrok Chrystusa skierowany jest w przeciwnym kierunku, ku mężczyźnie, który wygląda zza ramienia św. Bartłomieja. Postać przypomina z profilu posągi wyrzeźbione przez mistrza podczas pobytu we Florencji po 1532 roku, a przedstawiające jego miłość tego okresu – Tommasa dei Cavaliera. Najbliżej Chrystusa, u jego stóp, mistrz namalował dwóch świętych: Wawrzyńca i Bartłomieja. Wybór ten jest dość nietypowy. Po włosku imię Wawrzyniec to Lorenzo; imię to nosił mecenas i opiekun Michała Anioła Lorenzo Il Magnifico. Święty był również skarbnikiem Kościoła i autorem słów: ...prawdziwym bogactwem Kościoła jest nie złoto, ale wiara ludu. Umieszczenie tej właśnie postaci było więc z jednej strony złożeniem hołdu mecenasowi, pod okiem którego kształcił się malarz, z drugiej zaś zwróceniem się do dworu papieskiego i przypomnienie mu o prawdziwych wartościach chrześcijańskich.
Święty Bartłomiej jest opiekunem m.in. tynkarzy i sztukatorów i jego pomoc była dla Michała Anioła niezmiernie potrzebna w realizacji takiego dzieła. Jego twarz jest podobizną przyjaciela, mistrza Pietra Aretina, który był prześladowany przez Kościół za swoje zbyt odważne grafiki zdobiące jeszcze bardziej wyuzdane wiersze. Przedstawienie Aretina w tak dużej bliskości Boga miało wyrażać myśl, iż ludzie tępieni przez władze Kościoła są często bliżej Boga niż autorytety religijne. Bartłomiej zginął śmiercią męczeńską, został obdarty żywcem ze skóry w Armenii. W ikonografii przedstawiany jest ze swą skórą w jednym kawałku i z nożem, którym go oprawiono. Na fresku w Kaplicy jest podobnie. Jedynie na kawałku skóry zamiast jego podobizny Michał Anioł umieścił własny autoportret, co stanowiło swoisty podpis dzieła.

### Strefa dusz Sprawiedliwych[16]
Dwie lunety są oddzielone od dolnej części fresku pasmem obłoków. Pod nimi malarz umieścił niebo sędziów i królów Izraela, tworzącą krąg nad głową Chrystusa. Postać w czerwonym ubraniu to anioł, który wskazuje Mojżesza, mającego czapkę z dwoma rogami i palcem wskazującym w górę napominając króla Dawida (żółta czapka).
Po lewej stronie, nad karząca dłonią Chrystusa widoczny jest anioł z nogami okrytymi fioletową szatą pokutną i z czepkiem na głowie w błękitnej barwie oznaczającą kontemplację. Anioł w czerwonej szacie wskazuje na Mojżesza, a nad nim widoczny jest kolejny w jasnoszarym płaszczu. Nad niebiańską postacią w niebieskim czepku widoczna jest para złączona w miłosnym uścisku. Jest to nierządnica z Jerycha, Rachab i jej mąż Salmon. Za nimi malarz umieścił Aminadaba i Nassona. Wśród postaci będącymi przodkami Jezusa zgodnie z Ewangelią Mateusza można rozpoznać Dawida, Batszebę i Salomona. Nieco po prawej stronie widzimy w zielonej szacie z uniesionym palcem Mojżesza, a obok niego króla Dawida, którego karci za związek cudzołożny z Batszebą. Przy aniele w czerwonej szacie wskazującym na Mojżesza widoczne są kolejne postacie ze Starego Testamentu, będące zarazem przodkami Chrystusa. Jest to Noemi, jej mąż Elimelek i Rut z jej pierwszym mężem Kilionem, będąca prababką Dawida. Obok mężczyzny w czerwonej szacie z tonsurą na głowie, Jeftego, stoi wpatrzona w niego kobieta z wiankiem z kwiatów na głowie. Jest to córka Jeftego, która została złożona w ofierze przez ojca w wyniku nierozsądnego ślubowania. Przy Jeftym Michelangelo umieścił sędziów starotestamentowych: brodata postać to Samuel, a w jasnofioletowej szacie przedstawiony został Jozue.
Według interpretacji B. Blecha postaci te nie przedstawiają królów Izraela ani znanych świętych, lecz prawdziwe święte dusze, na ogół nieznane na ziemskim padole. Nad głową Chrystusa artysta ukazał wśród postaci wizerunki dwóch Żydów. Jeden ma na głowie okrycie z dwoma wypukłościami przypominające w kształcie rogi. Takie czapki z nakazu Kościoła musieli nosić Żydzi, by zgodnie ze średniowiecznym przesądem przypominać, iż są spłodzeni przez diabła. Drugi Żyd podnosi do góry palec, wskazując i przypominając o Jedności Boga. Na jego głowie widoczna jest żółta czapka, jaką Żydzi od 1215 roku musieli nosić w miejscach publicznych. Przedstawienie tych dwóch postaci było niezgodne z ówczesnymi popularnymi przekonaniami, iż Żydzi nie mogą mieć nadziei na dostanie się do Nieba, a w najlepszym wypadku takie postacie jak m.in. Mojżesz czy Abraham muszą przejść przez czyściec.
Heinrich Pfeiffer w grupie postaci po lewej stronie za Sędzią Wszechświata wymienia przodków Jezusa. Od lewej do prawej: Jakub, Er, Tamar, Szela, Ezaw, Juda, Dina, Symeon, Lewi, Salmon i Rachab. W drugiej grupie postaci za Sędzią Wszechświata od lewej do prawej: aniołowie, Obed i jego żona, Jesse, Mojżesz, Dawid, Batszeba, Salomon, w drugim rzędzie: Elimelek, Noemi, Rut, Jefte, Jozue, w trzecim: Kilion, córka Jeftego, Samuel, Maria Magdalena, Petronela.

### Apostołowie i uczniowie
Poniżej grupy sędziów i królów znajduje się kolejna, skupiająca apostołów i innych uczniów. Na pierwszy plan wysuwa się Piotr Apostoł oddający klucze, symbol władzy papieskiej na ziemi. W prawej ręce trzyma srebrny, a w lewej złoty klucz. Koło Piotra, z długą brodą uwieczniony został jego brat Andrzej. Przed nimi stoi młody atletyczny mężczyzna, ukochany uczeń Jezusa – Jan. Za nim, tuż przy jego głowie w modlitewnej pozycji widoczna jest jego matka Salome, która według Ewangelii miała poprosić Jezusa o to, by jej synowie Jan i Jakub mogli zasiąść po lewej i prawej stronie w królestwie niebieskim. Sam Jakub widoczny jest za nogami Piotra i Andrzeja. Jego twarz wyraża przerażenie, co kontrastuje ze spokojem Jana. W zielonożółtej szacie symbolizującej grzech została przedstawiona Maria Magdalena. Głowa za Andrzejem to prawdopodobnie Petronelia, córka Piotra, a w cieniu za Andrzejem widoczna jest głowa teściowej Piotra, która według tradycji została uzdrowiona przez Jezusa.

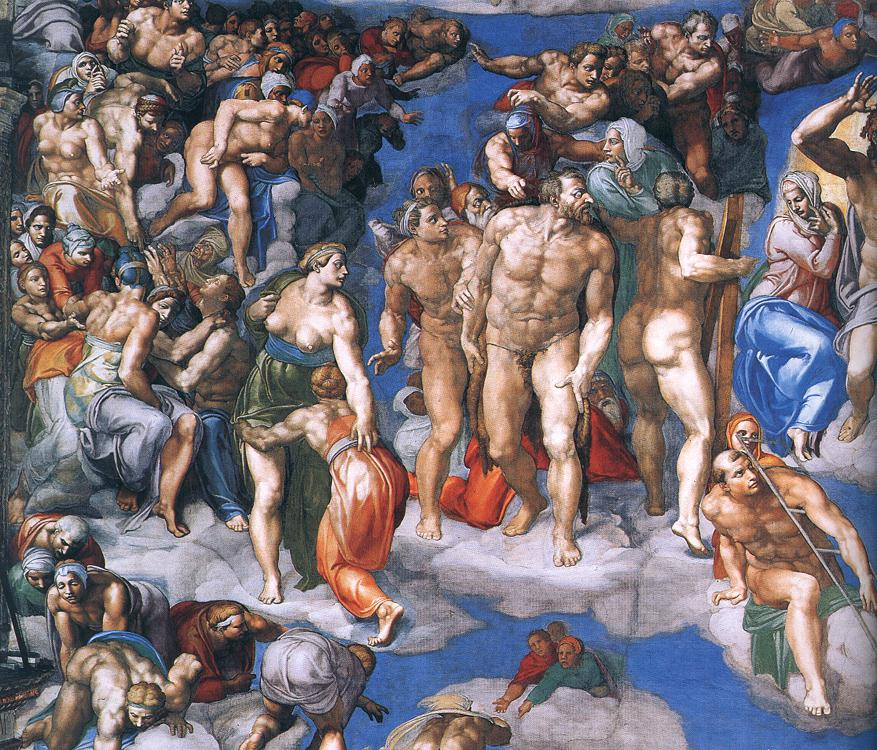
Rodzina Marii (grupa po prawej stronie)

### Rodzina Marii
Na lewo od postaci Marii, tyłem, nagi, stoi jej mąż Józef przyciskający do siebie drewniane belki. Pozostałe postacie należą do grona rodziny Marii. Przodem stoi Jan Chrzciciel, po prawej stronie nieco wyżej widoczna jest w zielnej szacie postać jego matki Elżbiety, poniżej jego ojciec Zachariasz w czerwonym płaszczu. Zielona szata Elżbiety z czerwonym płaszczem Zachariasza i kontakt cielesny kobiety z Józefem mówi o narodzinach poprzednika Jezusa z miłości. Obok Jana Chrzciciela stoi postać chwytająca go za lewą rękę. Według interpretacji niektórych historyków, biorąc pod uwagę pracę Concordia Veteris ac Novi Testamenti Joachima z Fiore, przedstawione postacie można uznać za alegoryczne przedstawienie bohaterów Starego Testamentu. I tak na lewo od Elżbiety, Zachariasza i Jana Chrzciciela znajduje się grupka postaci wśród których identyfikuje się wizerunki Izaaka, Sary i Abrahama. Za tym pierwszym widoczni są Hagar i Izmael. Hagar jest zasłonięta białą szatą, Abraham ukazany został w szafranowym czepku symbolizującym rozeznanie duchowe, a Sara ukazana została w fioletowym płaszczu pokuty. Za Chrzcicielem widoczna jest żona Izaaka, Rebeka, która opiera lewą dłoń na ramieniu Elżbiety, a prawa ręką wskazuje na jej syna. Michelangelo przedstawiając te postacie, łącząc je w niewidzialną jedność, nawiązuje do Trójcy Joachimowej pochodzącej od Abrahama/Zachariasza, Izaaka/Jana i kończąc na postaci Jakuba/Chrystusa. Ukazany Jakub spogląda w stronę Chrystusa pokazując na nagą postać za sobą czyli na anioła. Jest to nawiązanie do jego walki z aniołem nad rzeką Jabbok, (Rdz.32, 25–29) od wydarzenia którego wywodzi się nazwa Izrael – "walczący z Bogiem". Obok niego ukazany został ciemnoskóry brat Ezaw. Powyżej, obok postaci Judy, znajduje się kobieta w zielonej szacie oraz dwaj mężczyźni – są to Dina, Symeon i Lewi.

### Święte kobiety
Na lewo od rodziny Marii, skupione zostały święte kobiety. Ich sylwetki bardziej przypominają muskularnych mężczyzn niż kobiece kształty. Michelangelo posłużył się tu męskimi modelami tak samo jak wcześniej podczas malowania wizerunków Sybilli na sklepieniu Kaplicy Sykstyńskiej. Postacie zostały skupione pomiędzy staruszką w fioletowej szacie a dwiema kobietami w zielonej i czerwonej sukni. Staruszka to pramatka wszystkich żyjących – Ewa. Dwie kobiety to Niobe i jej najmłodsza córka. Matka ma na sobie zieloną suknię z błękitną szarfą. Jej piersi są obnażone. Kolor zieleni tutaj oznacza wdowę. Jej wzrok skierowany jest ku Chrystusowi, przez co stanowi pomost pomiędzy grupą wdów a dziewicami. Plecami do widza siedzi Judyta w zielonożółtej szacie i w fioletowym płaszczu pokutnym. Na głowie ma niebieski czepek z motywem krzyża. Podobny motyw widoczny jest na żagielku przy wejściu do kaplicy, gdzie Judyta przedstawiona została z głową Holofernesa. Judyta kieruje się w stronę kobiety o nagim torsie z wiankiem z włosów na głowie. Za jej rękę łapie inna kobieta w czerwonej szacie z białym welonie na głowie. Barwy kobiet są barwami symbolizującymi Kościół, a grzeszna żółć – Synagogę. Pomiędzy dwiema kobietami klęczy inna odziana w srebrny płaszcz i w złotą szatę okrywającą dolne partie ciała. Na głowie ma również upleciony z włosów wieniec. Według interpretacji, jest to symbol gołębicy, o której jest mowa w Psalmie 67. Jej strój jest bardzo podobny do stroju Sybilli libijskiej, namalowanej na sklepieniu kaplicy autorstwa Luki Signorelliego. Twarz kobiety zwrócona jest ku widzowi, zapraszając go niejako do udziału w scenie. Ona sama opiera się o kobietę w błękitnym płaszczu kontemplacji, a ta z kolei wyciąga ramiona ku innej znajdującej się na wyższym poziomie obłoków. Jej gest nie pozostaje niezauważony i odpowiada na niego inna z wieńcem z włosów na głowie. Postać na górze to prawdopodobnie Estera. Na nią spogląda stara kobieta w szarej szacie. Jest to wizerunek Sybilli perskiej, choć jej wizerunek przypomina Sybillę kumańską ze sklepienia. Obok Estery siedzi kobieta z obnażonymi piersiami, co może sugerować, iż jest matką. Jest to Sybilla erytrejska. Spogląda ona na Chrystusa i gestem lewej ręki wskazuje na kobiety chcące wspiąć się do wyższych partii chmur. Liczba kobiet w tej części fresku, wyłączając Niobe i jej córki oraz Judytę, odpowiada liczbie dziesięciu Sybill.

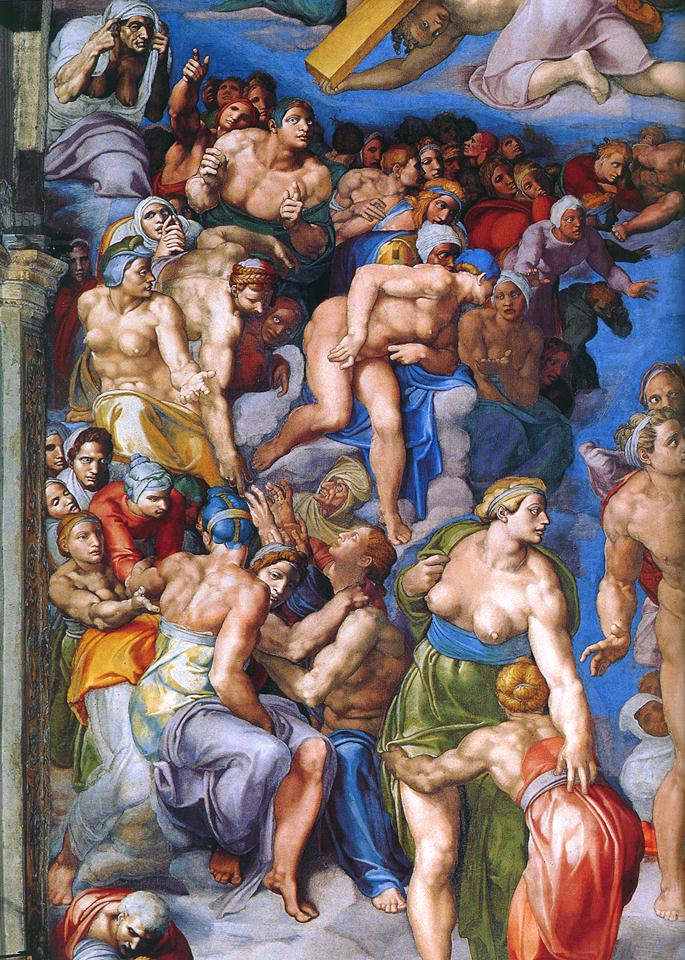
Święte kobiety – Sybille
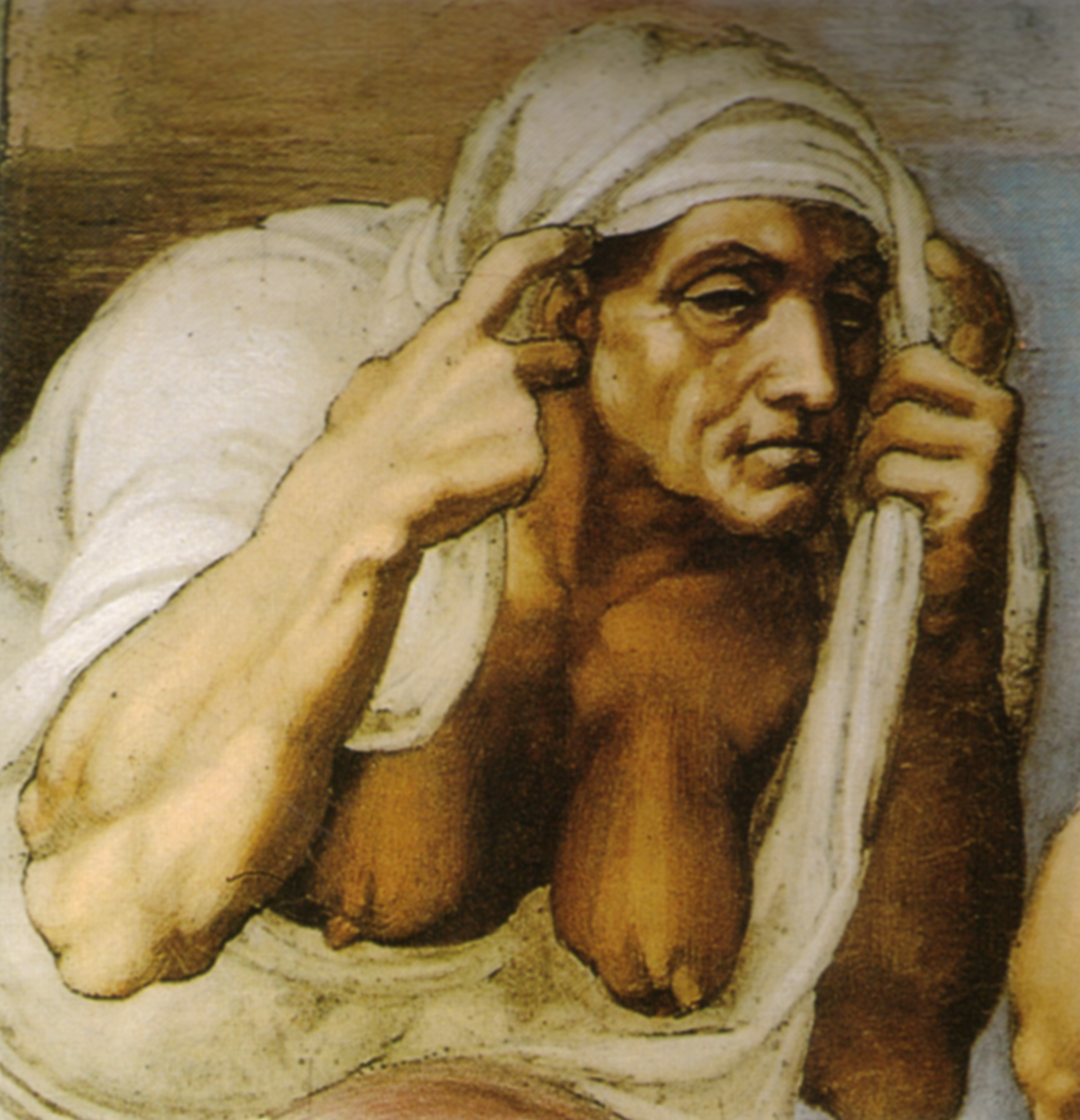
Wizerunek Ewy
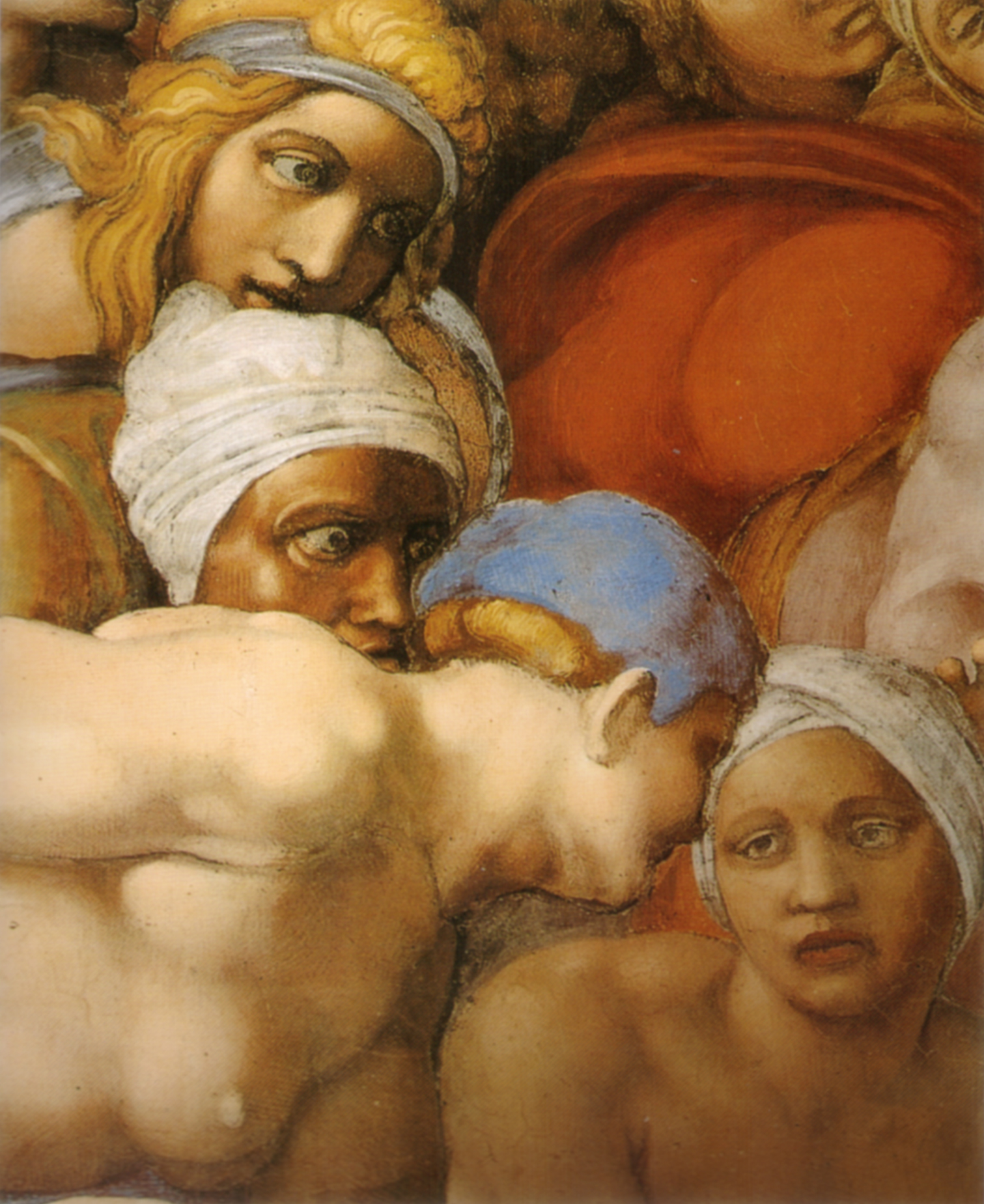
Rachela spoglądająca na Leę, a za nią czarnoskóra żona Chama i złotowłosa małżonka Sema
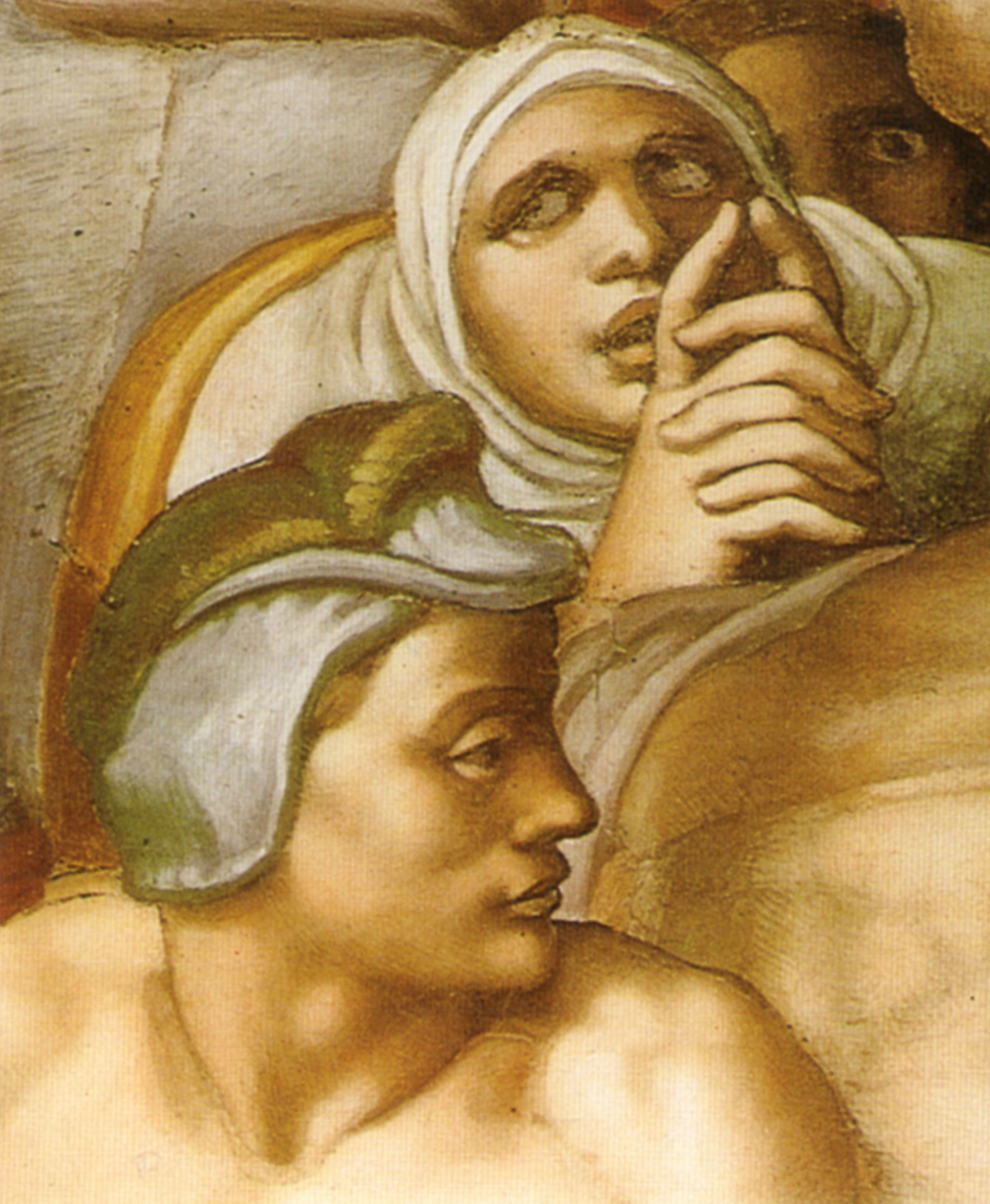
Personifikacja wiary i Sybilla erytrejska z niebieskim czepkiem na głowie

Mniej więcej pośrodku tej grupki, w oczy rzuca się naga postać kobiety z niebieskim welonem na głowie spływającym w dół. Postać przedstawia Rachelę zwróconą ku swej towarzyszce Lei, która wyciąga do niej dłoń, jak gdyby przyjmowała od niej dar. Postaciom przygląda się czarnoskóra postać widoczna za plecami Racheli. Jest to żona Chama, syna Noego. Nad nią widoczna jest twarz kobiety ze złocistymi włosami i z błękitną wstążką na głowie. Jest to małżonka Sema. Za Sybillą erytrejską widoczna jest kobieta w białej szacie ze złożonymi do modlitwy dłońmi. Jest to personifikacja wiary. Nad jej plecami widoczny jest szafranowy pas rozeznania duchowego. Obok widoczna jest postać w czerwonej szacie uosabiającą miłość. Po prawej stronie z kolei, nieco wyżej widoczna jest kobieta w zielonym płaszczu spoglądająca w górę. Jest to personifikacja nadziei, a jednocześnie wizerunek żony Noego. Ona wraz z kobietą w białej szacie spoglądają w górę na proroka Jeremiasza.
Po lewej stronie na impoście łuku widoczna jest postać starej kobiety z obnażonymi piersiami o bardzo opalonej karnacji. Kobieta zakrywa głowę szarobiałym welonem, a jej płaszcz w kolorze fioletowym oznaczającym pokutę okrywa jej kolana. Jest to Ewa – matka wszystkich żyjących, która po dopuszczeniu się grzechu przez całe życie pokutuje za swoją winę.

### Święci mężczyźni i wyznawcy[26]

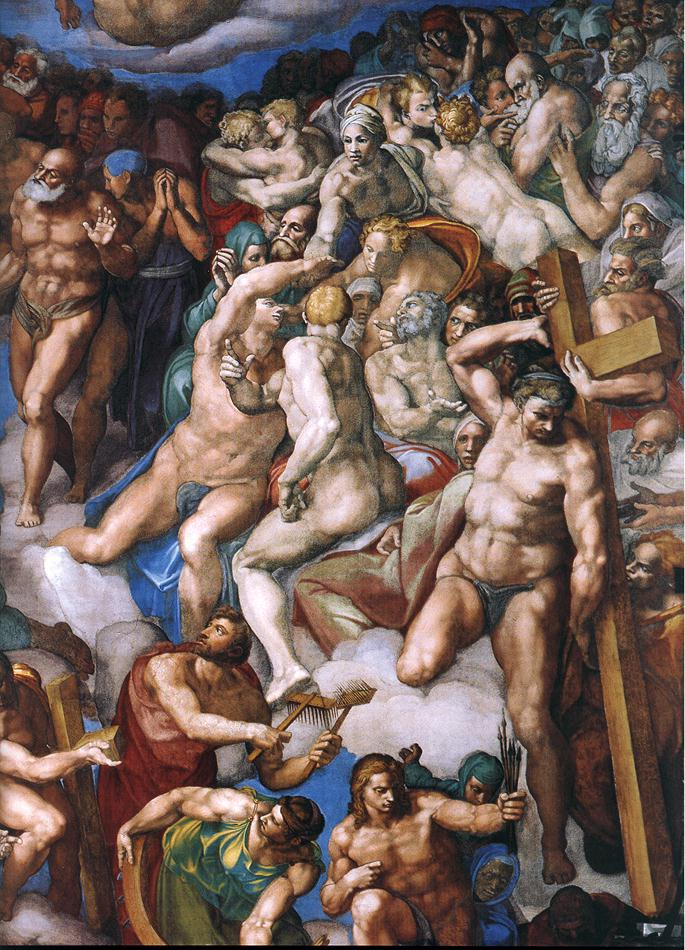
Po prawej stronie Anioł umieścił postacie sprawiedliwych mężczyzn...
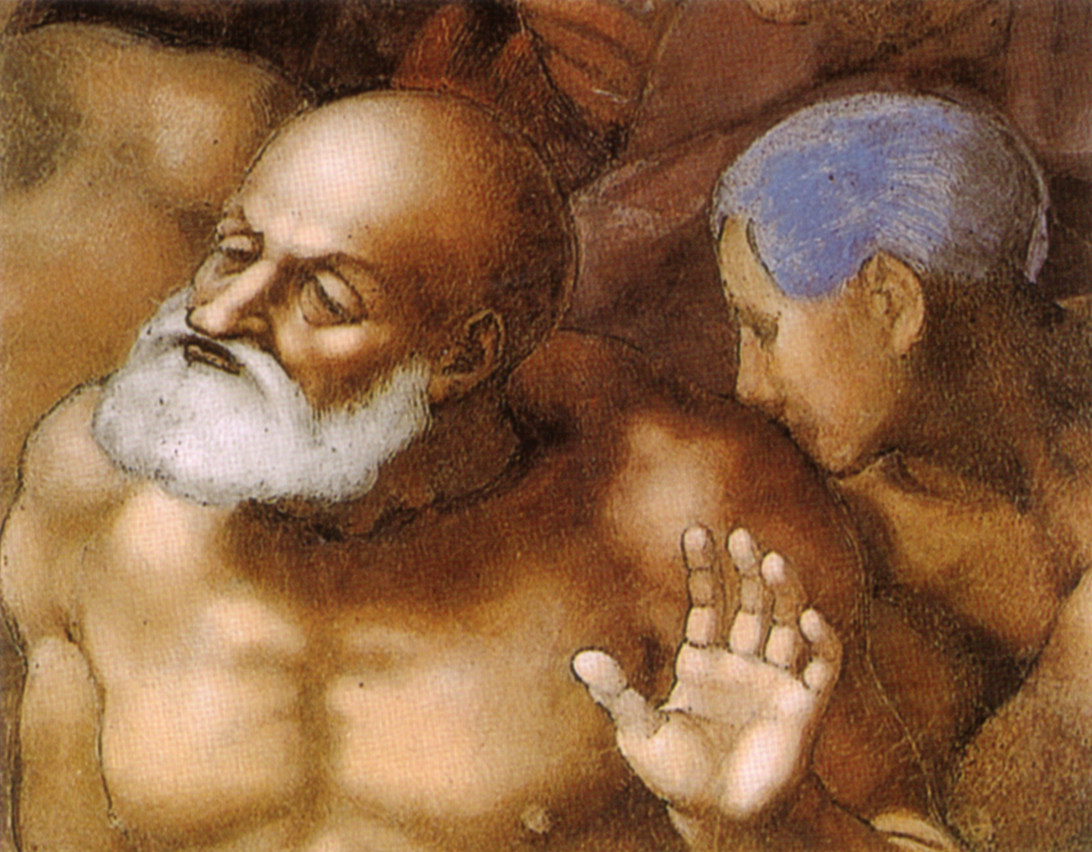
Święty Paweł i jego uczennica Tekla.
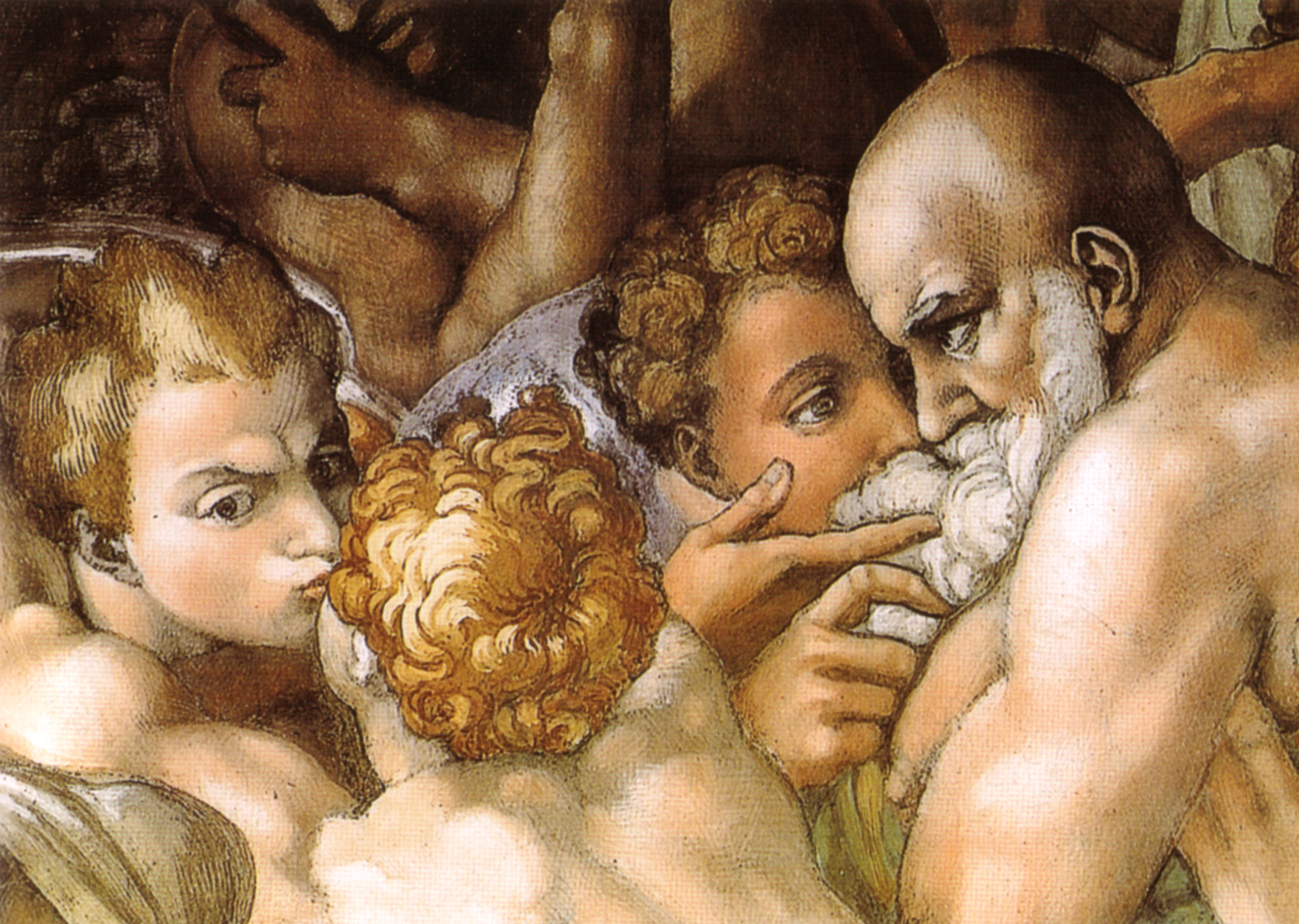
Mężczyźni sprawiedliwi (detal) Dwaj całujący się młodzieńcy i młokos całujący w brodę starca.
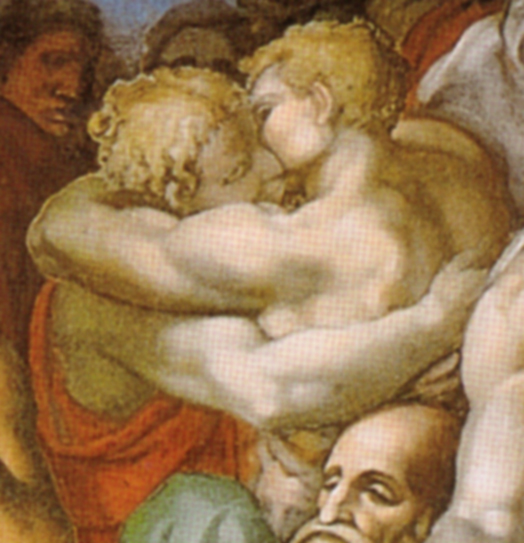
Mężczyźni sprawiedliwi (detal) Dwaj nadzy młodzieńcy w namiętnym pocałunku.

W części górnej, po lewej stronie w głębi, w ciemnych włosach przedstawiony został prorok Ozeasz. Zasłania go kobieta w zielonej szacie – prawdopodobnie jego żona Gomer. Według Starego Testamentu, Bóg rozkazał prorokowi ożenienie się z nierządnicą, by w ten sposób wyjaśnić ludowi wiarołomną relację pomiędzy Izraelem a Bogiem. Z prawej strony widoczna jest postać Natana w siwych włosach wskazującą na Dawida i Betszebę. Poniżej niego można rozpoznać trzeciego sprawiedliwego władcę wymienionego w Starym Testamencie, a mianowicie króla Assę. Postać z siwą brodą to Apostoł Paweł, a obok niego w niebieskim czepku z dłońmi złożonymi do modlitwy stoi jego uczennica Tekla.
Po prawej stronie, od postaci sprawiedliwych mężczyzn, Michelangelo umieścił grupę wyznawców. Obie grupy łączy potężna postać z krzyżem – prawdopodobnie jest to Szymon z Cyreny. Wokół krzyża skupia się kilka postaci. U dołu kobieta w szafranowej szacie pokutnej całuje relikwie. Powyżej dwie dłonie próbują ją złapać. Jeszcze wyżej widoczna jest stara postać z siwą brodą i łysiną na głowie, ubrana w białą szatę. Nad nim muskularny mężczyzna w czerwonej szacie przygotowuje się do odebrania krzyża z rąk Szymona. Ten fragment fresku ukazujący pożądanie krzyża jest nawiązaniem do wersetu z Listu św. Pawła do Galatów: jeden drugiego brzemiona noście (Ga 6,2). Kolory ponownie mają tu swoje znaczenie, a ich interpretacja mówi o wierze, która kontempluje krzyż a miłość przejmuje od bliźniego. Dopełnieniem przesłania jest głowa kobiety, po lewej stronie widoczna obok postaci z krzyżem. Jej spojrzenie ku widzowi i zielona szata mówi o pokładaniu nadziei w krzyżu. Nad nią siedzi brodaty mężczyzna z przewieszonym przez kolano czerwonym płaszczem mieniącym się bielą. jego prawa ręka wskazuje Szymona a wzrok skierowany jest ku Chrystusowi. By zaakcentować kierunek jego spojrzenia Michelangelo umieścił innego wyznawcę powyżej, który palcem wskazuje na Jezusa Sędziego i ufnie spogląda w jego stronę.
Tuż obok górnej części krzyża, po lewej stronie Michelangelo umieścił kilka tajemniczych postaci. W zielonym kapturze głęboko nasadzonym na oczy, widoczna jest podobizna samego artysty. Obok z głębokiego cienia wyławia się podobizna jego przyjaciela Cavaliera, a z prawej strony nad głową brodatego mężczyzny w jasnofioletowym kapturze umieszczona została kobieta przypominająca swym profilem Victorię Colonny. Po raz drugi więc Michał Anioł ukazuje swój autoportret na fresku w bliskim towarzystwie swoich przyjaciół.
Kolejne postacie odzwierciedlają ruch odśrodkowy. Na głównym planie tej sceny widoczna jest naga postać mężczyzny, odwrócony do tyłu i spoglądająca na kobietę w białym welonie. Inny młodzieniec o złotych włosach i w złotej szacie obejmuje ją ramieniem dotykając prawą dłonią policzka nagiego mężczyzny. Postacie te prawdopodobnie przedstawiają św. Monikę i Ojca Kościoła, świętego Augustyna. Według tej interpretacji druga postać widoczna na pierwszym planie to Święty Ambroży. Wśród pozostałych można rozpoznać św. Grzegorza i św. Hieronima. Wspomniana wcześniej kobieta uznana za personifikację nadziei to św. Eustachia. Była ona uczennicą Hieronima i razem z nim wiodła życie zakonne w Betlejem. Hieronim właśnie jej zadedykował przekład Starego Testamentu, stąd umieszczenie jej w obecności świętego. Bliskie umieszczenie postaci Eustachii koło krzyża ma natomiast nawiązywać do jej ascetycznego życia. Za Ambrożym widoczna jest postać kobiety w zielonej szacie z dłońmi złożonymi do modlitwy. Za nią widoczna jest głowa starego mężczyzny. Obie postacie to święta Scholastyka i jej brat, święty Benedykt. Między nimi znajduje się bardzo słabo widoczna twarz należąca do świętego Maura lub świętego Placyda.
Pozostałe postacie powyżej zostały przedstawione inaczej niż w dotychczasowej ikonografii: zamiast uradowanych, lecz powściągliwych mężczyzn witających się z sobą za pomocą gestów, Michał Anioł przedstawił nagie postacie rzucające się w ramiona. Wśród grupy na pierwszy plan wysuwa się postać młodzieńca w turbanie na głowie, podtrzymującego dłoń Ambrożego. Za nim po prawej stronie znajduje się starzec z długą białą brodą. Jest to protoplasta wszystkich ludzi, Adam. Przed nim można wyróżnić cieszących się dwóch nagich młodzieńców namiętnie całujących się. Za nimi z kolei widoczna jest ponura postać Dantego, a nieco z boku kolejnych dwóch młodzieńców całujących się. Po prawej stronie widoczna jest postać starca z brodą i młodzieńca trzymająca i całująca w zarost. Według innych interpretacji postacie za Adamem przedstawiają jego rodzinę. I tak za Adamem rozpoznać można jego syna Abla, mężczyzna w zielonej szacie to Set, a postać w którą się wpatruje to jego syn Enosz. Inną postacią wyróżniającą się z tłumu jest brodaty starzec w zielonej szacie. Jest to Noe. Wokół niego stoją jego synowie: czarnoskóry Cham – protoplasta ludów afrykańskich, Sem oraz Jafet, od którego pochodzą ludy indoeuropejskie, a który jest przedstawiony jako młodzieniec w turbanie na głowie.

### Męczennicy

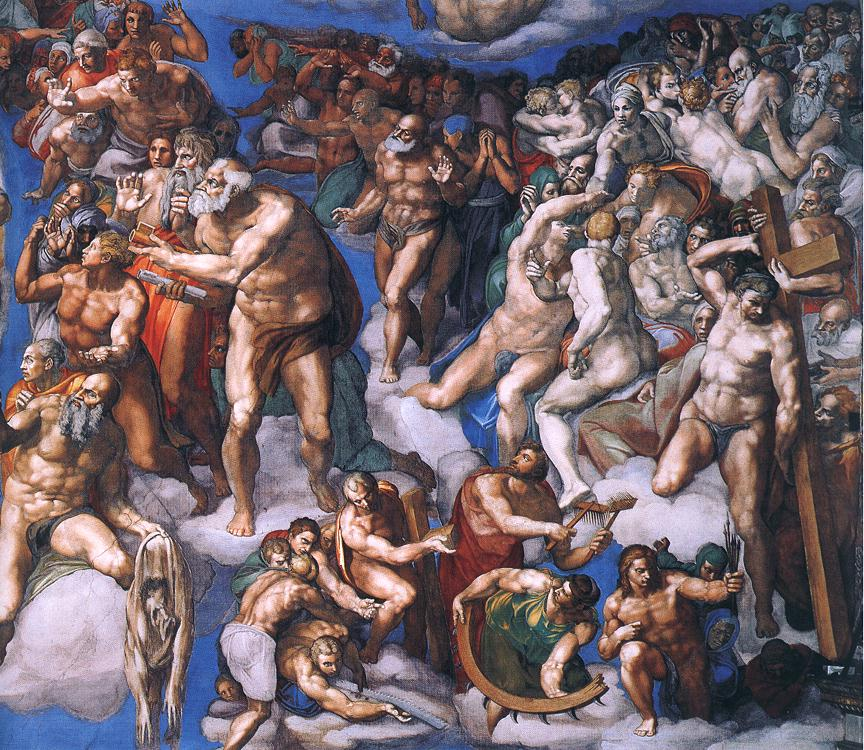
Grupa męczenników
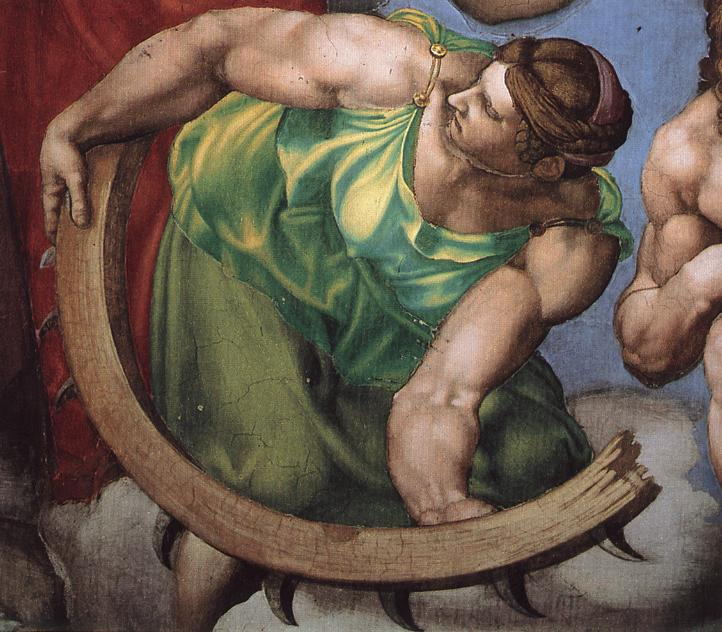

Poniżej grupy świętych mężczyzn znajduje się grupa osób będących męczennikami Kościoła katolickiego. Postacie skupione zostały na obłoku. Po lewej stronie u dołu widoczna jest głowa kobiety, wystająca obok białych spodni tyłem stojącego mężczyzny, kojarzonego z Danielem. Jest to wspomniana w Księdze Daniela Zuzanna, która została skazana na śmierć na podstawie fałszywych zeznań. Według Pisma Świętego Daniel miał udowodnić jej niewinność. On sam spogląda na trzy postacie ubrane w zieloną, czerwoną i fioletową szatę. Mężczyznami są prawdopodobnie trzej towarzysze Daniela ocaleni przed śmiercią w rozpalonym piecu. Według Księgi Daniela młodzieńcy zostali skazani na śmierć, mimo iż byli niewinni, a od cierpień uratował ich anioł. Interpretację taką potwierdza środkowy mężczyzna, który wskazuje na koło Katarzyny, które zgodnie z tradycją zostało zniszczone przez anioła. Z prawej stronie namalowany został młodzieniec w szafranowym płaszczu rozeznania duchowego, z krzyżem u boku. Jest to tzw. "dobry łotr", który umierając wraz z Jezusem na krzyżu jako jedyny wierzył w jego niewinność i boskość. Chrystus obiecał mu, iż znajdzie się w raju (Łk 23, 43). Dalej na prawo od łotra, znajdują się kolejni męczennicy – święty Błażej i święta Katarzyna. Katarzyna pierwotnie była przedstawiona nago (można to zobaczyć na wczesnych kopiach Sądu Ostatecznego) jednakże później otrzymała domalowaną szatę. Święta trzyma połamane koło, jej narzędzie męki, i pokazuje je mężczyznom pragnących dostać się do góry, a których powstrzymują aniołowie. Wizerunek stojącego za nią Błażeja również uległ zmianie. Pierwotnie jego głowa skierowana była w dół, a wzrok spoczywał na jednego z aniołów. Błażej został ukazany z żelaznymi zgrzebłami, które według tradycji rozszarpało jego ciało. Po prawej od Katarzyny klęczy święty Sebastian, trzymający w lewej dłoni wiązkę strzał. On również padł ofiarą "majtkarzy" a narządy płciowe zostały okryte materiałem namalowanym techniką al secco. Za Sebastianem widoczne są trzy postacie kobiet ubranych na zielono, błękitno i czerwono; ta ostatnia ma włosy uczesane jak oblubienica, pozostałe głowy mają okryte welonem. Wszystkie trzy skierowane są na ku duszom wspinającym się do nieba, ukazana w zielonej szacie siostra wskazuje na zgrzebła Błażeja. Według tradycji dwie kobiety z welonami są siostrami Praksedą i Pudencjaną i były związane z przedstawionymi obok męczennikami. Trzecia kobietą jest męczennica, święta Agnieszka. Według interpretacji Pfeiffera Michał Anioł malując męczenników nawiązywał do fragmentu Apokalipsy św. Jana (Ap 6, 10).

### Strefa wstępujących do nieba

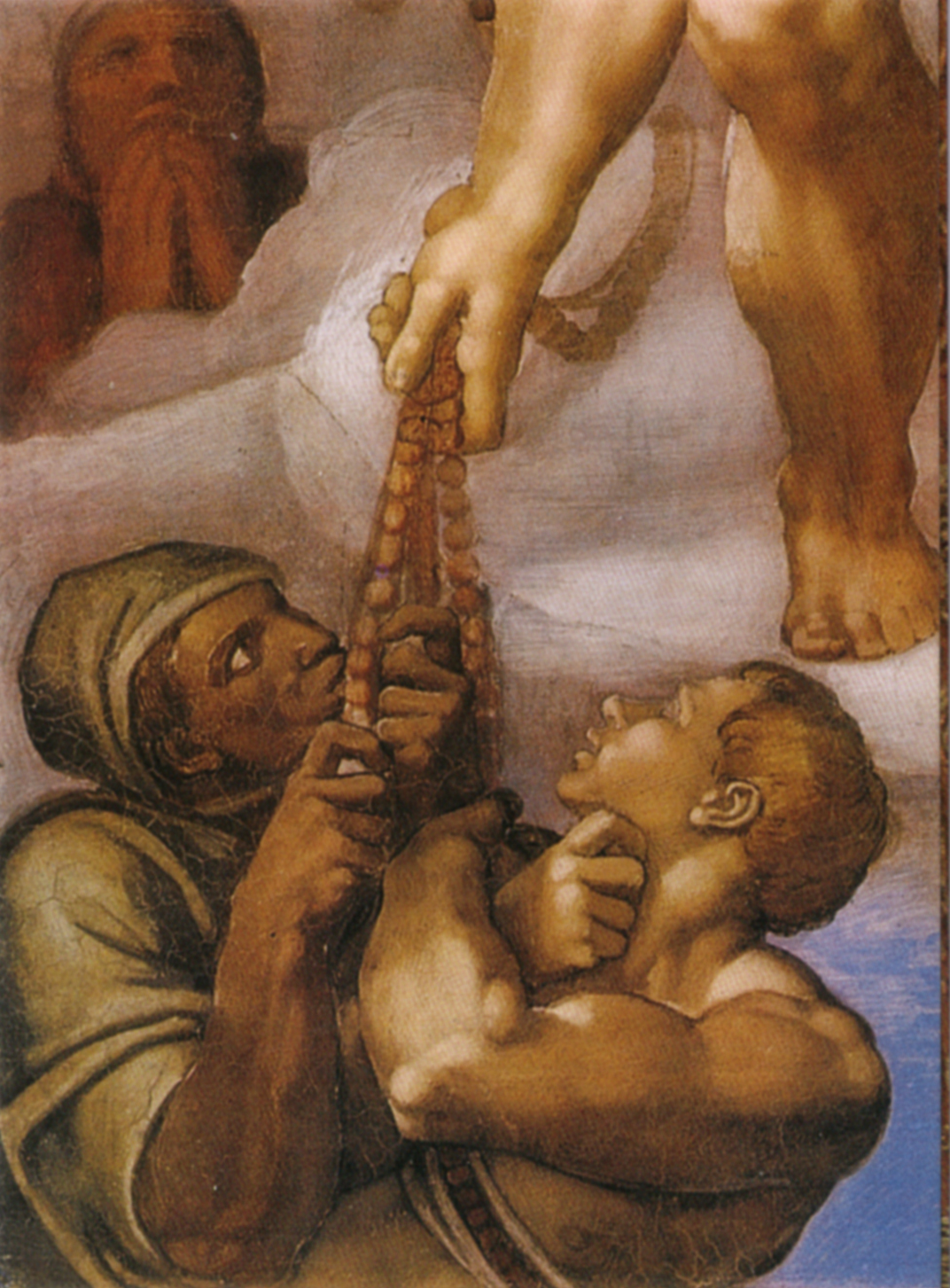
Fragment wznoszenia się dusz do nieba za pomocą różańca
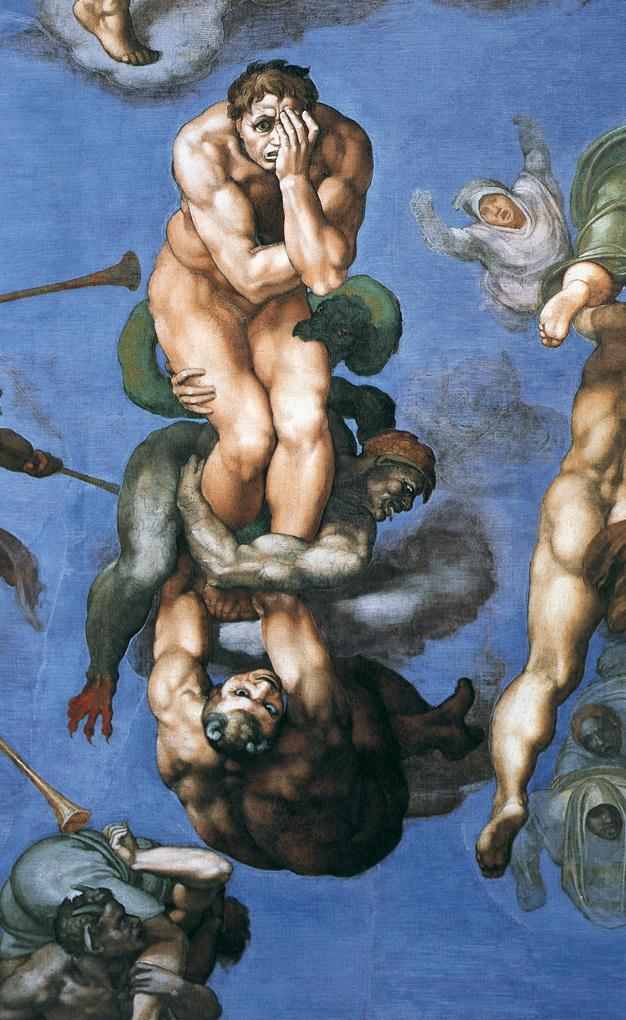
Żal za grzechy
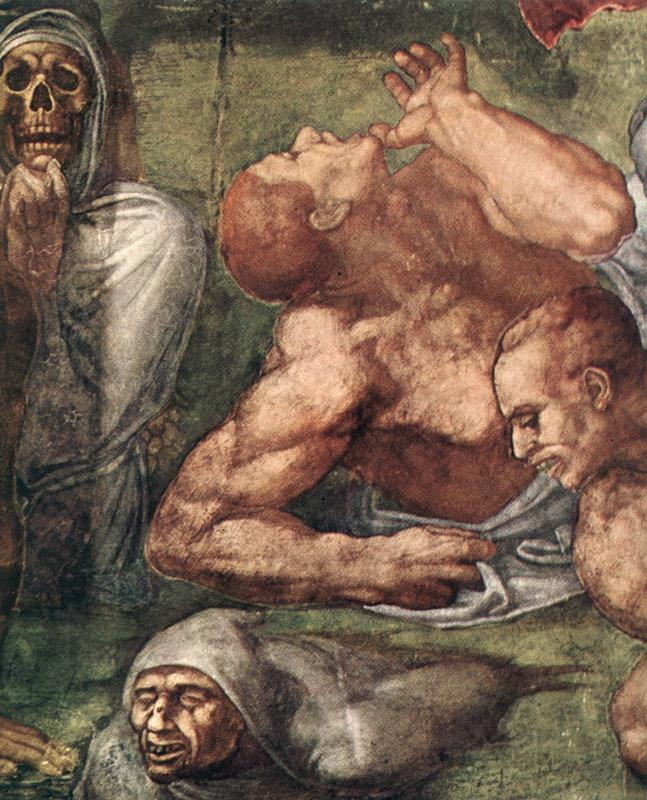
Fanatyczny kaznodzieja Girolamo Savonarola
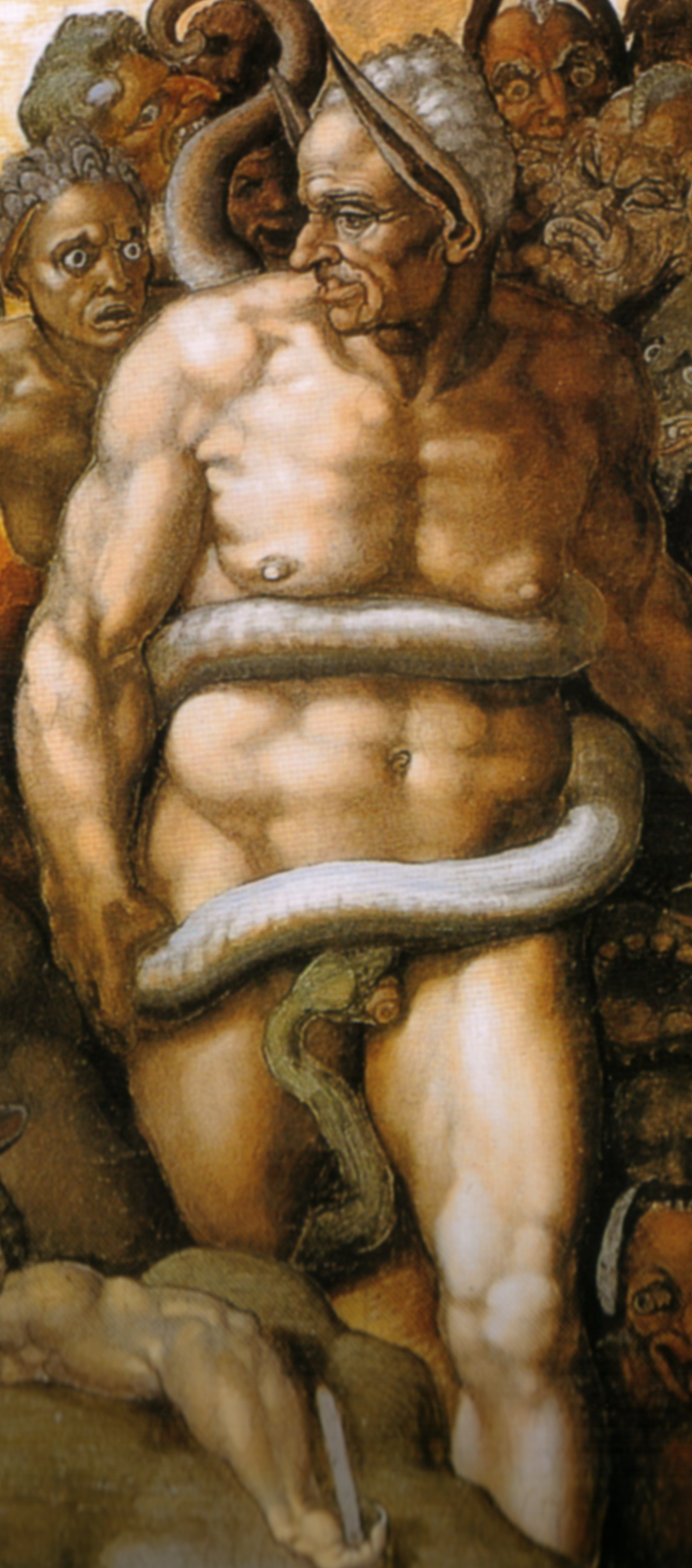
Biagio da Cesna jako Minos

Poniżej grup męczenników, świętych mężczyzn i kobiet,znajduje się kolejny poziom fresku, na którym Michał Anioł przedstawił wstępujących do nieba. W centralnej części, wokół której rozgrywane są sceny wstąpienia, znajduje się grupa jedenastu aniołów Apokalipsy dmących w trąby na znak zbliżającej się godziny Sądu. Dwóch z nich trzyma ciężką Księgę Apokalipsy, czyli księgę ze spisem potępieńców. Są ubrani odpowiednio w zielony płaszcz nadziei oraz w szkarłatna szatę rozeznania duchowego. Sześciu aniołów dmie w złote trąby. Prócz jednego, pozostali mają na sobie różnokolorowe szaty. Mały anioł w czerwonej szacie po prawej stronie, symbolizuje cnotę miłości, a trąbę kieruje ku grupie błogosławionych. Przed nim znajduje się ciemnoskóry anioł w fioletowej szacie, a jego trąba skierowana jest ku potępieńcom. Koło nich widoczny jest anioł z trąbą oparta na ramieniu. Poniżej znajduje się anioł w zielonej szacie z przygotowaną trąba skierowaną do piekła. Pośrodku znajduje się nagi anioł, a po lewej stronie znajdują się trzej inni w błękitnej, zielonej i czerwonej szacie, co według interpretacji ma oznaczać, iż kontemplacja, nadzieja i miłość ma pomagać wejść do nieba tym, którzy powstali z martwych.
Po lewej stronie, malarz umieścił scenę zmartwychwstania. Dusze zbudzone przez siedmiu aniołów Apokalipsy widocznych w centralnej osi dzieła wychodzą z ziemi i wzlatują ku niebu. Za nimi demony piekieł próbują je zatrzymać i ściągnąć z powrotem w dół. Na skraju po lewej stronie widoczne są dwie postacie: kobieta w białej szacie umarłych i druga w zielonej szacie raju. Pierwsza chwyta za dłoń wystającą z obłoków i pomaga jej wejść do nieba. Pomiędzy nimi znajduje się nagi mężczyzna wciągany do nieba przez innego. Genitalia mężczyzny zakryte są szarą szatą, która jest kolejnym dowodem ingerencji cenzury. Pomiędzy jego nogami widoczna jest postać w fioletowej szacie, co ma symbolizować pokutę prowadząca do nieba. Wśród pozostałych postaci po lewej stronie widoczny jest ksiądz błogosławiący powstające dusze, co może stanowić odniesienie do poglądów iluministycznych na temat wieku przyjmowania chrztu. W innej scenie wznoszenia dusz widoczny jest detal wznoszenia za pomocą różańca. Scena może odnosić się do nauk Valdesa mówiących, iż łaskę Boską można uzyskać za pomocą modlitwy, a nie ślepego posłuszeństwa. Codzienna modlitwa różańcowa miała przybliżyć wiernego do Boga i zbawienia. Taki sposób przedstawienia zbawionych również odbiegał od dotychczasowego, gdzie zbawieni to ci, którzy poprzez łaski i hojność wobec Kościoła, np. ufundowanie kościoła czy kaplicy, doczekiwali się łaski Bożej.
Po prawej stronie znajduje się scena zrzucania grzeszników w czeluści piekieł. Cała scena to jedna wielka walka aniołów i dusz. Potępione dusze symbolizują poszczególne grzechy i przewinienia, głównie siedem grzechów głównych: pychę, chciwość, nieczystość, zazdrość, nieumiarkowanie w jedzeniu i piciu, gniew, lenistwo. Postać przedstawiona do góry nogami to symonia, czyli chciwość. U jej boku widoczna jest sakiewka. Pomysł tej postaci Michał Anioł zaczerpnął z Piekła autorstwa Dantego. W czasach malarza ten proceder był powszechnie stosowany i był on przez niego potępiany. Powieszona postać z głową w dół jest karykaturą męczeństwa św. Piotra; ma ona dwa klucze wiszące u boku, złoty kolor sakiewki i czerwony sznur są barwami Watykanu. Z prawej strony widoczna jest Lubieżność ciągnięta w dół za jądra. Kobieta błąkająca się po sklepieniu uosabia lenistwo.
Pomiędzy aniołami a duszami potępionymi znajduje się w odosobnieniu postać chowająca w dłoni twarz. To alegoria żalu za grzechy.

### Piekło
W dolnej części fresku Michał Anioł przedstawił łódź Charona przewożącego dusze. W dotychczasowej ikonografii postać ta nie występowała i została zaczerpnięta z Boskiej komedii Dantego tworząc swoistą ilustrację do III pieśni Piekła: 

Bies Charon ócz swych zaświeca latarnie
drogę wskazuje i kupa ich goni,
A gdzie nie idą w ład, tam wiosłem garnie.(tłum. Edward Porębowicz)

 Wśród postaci Anioł umieścił podobiznę znienawidzonego przez Florentczyków, fanatycznego kaznodziei Girolama Savonaroli. Savonarola był mnichem, w sposób bezwzględny walczącym z wolnością słowa i sztuki, jakie panowała w ówczesnej Florencji, a gdzie również przebywał Michelangelo. Jego postać i głos na długo utkwiła w pamięci mistrza; po czterdziestu latach umieścił go na fresku Sądu Ostatecznego w miejscu najgłębszym i najdalszym, w czeluściach piekielnych, gdzie nikt nie idzie mu z pomocą. Wśród ciał widoczna jest wyraźnie postać z oślimi uszami i owinięta wężem kąsającym jego genitalia. Był to Minos, sędzia świata podziemnego Hadesu. Jego rysy do złudzenia przypominają rysy papieskiego zarządcy, mistrza ceremonii Biagio da Cesena. Michał Anioł nie lubił papieskiego wysłannika za jego arogancję i by dać upust swojej niechęci nadał greckiemu królowi kochającemu złoto twarz da Ceseny. W ten sposób skazał go na wieczne potępienie. Była to ostatnia postać namalowana przez Michelangelo we fresku. W 1541 roku odsłonięto dzieło i poza wieloma głosami oburzenia z powodu innowacyjnego przedstawienia tematu oraz wszechobecnej golizny, od razu zauważono postać podobną do drugiej osoby pod względem władzy w Watykanie. Według relacji Biagio miał paść na kolana przed papieżem i prosić go o usunięcie go z fresku, lecz ten odparł mu: Mój synu, Wszechmocny dał mi władzę nad niebem i ziemią, ale jeśli chcesz wydostać się z piekieł, musisz porozmawiać z Michałem Aniołem.

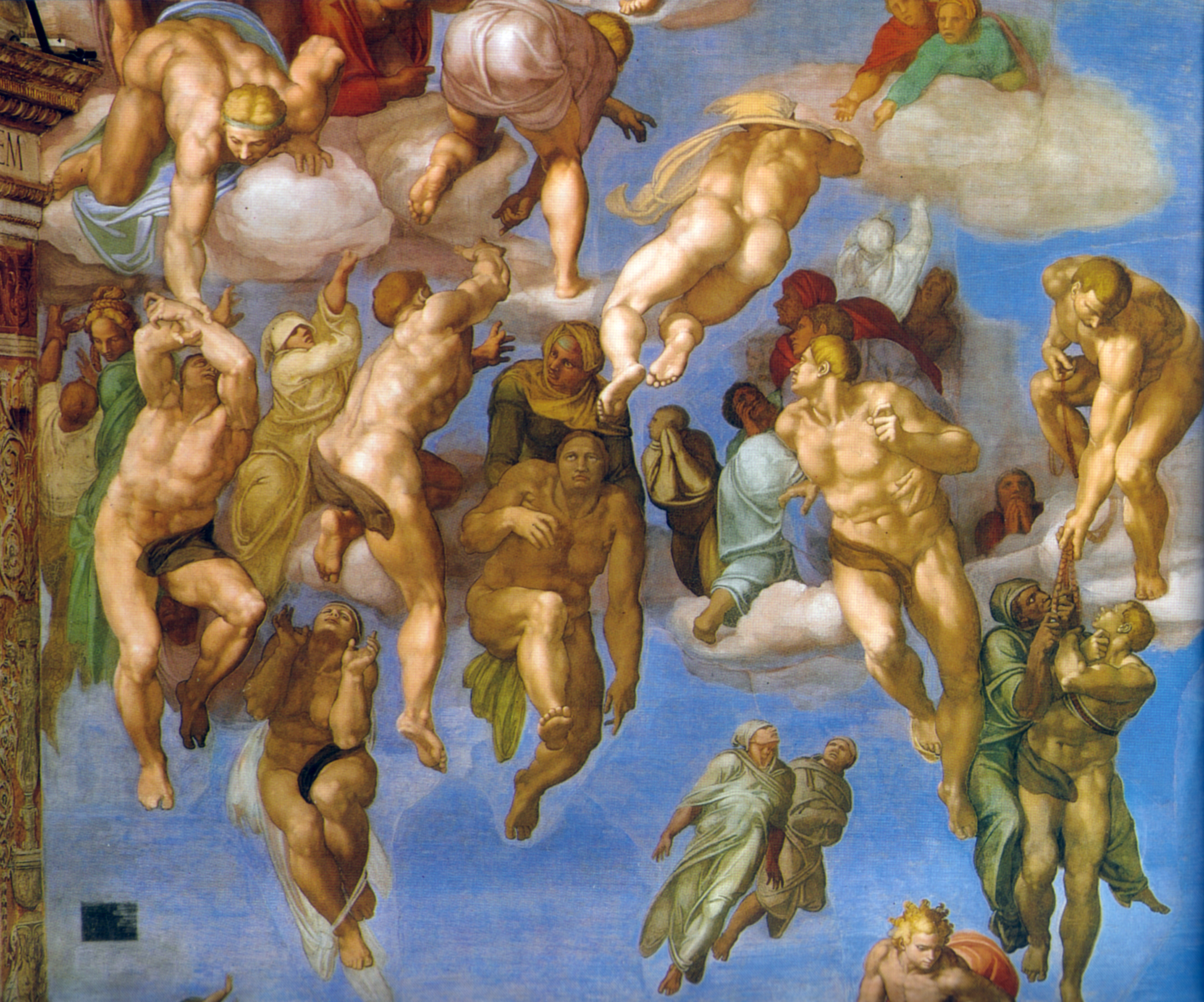
Obudzone sprawiedliwe dusze wznoszące się ku niebu Dusze
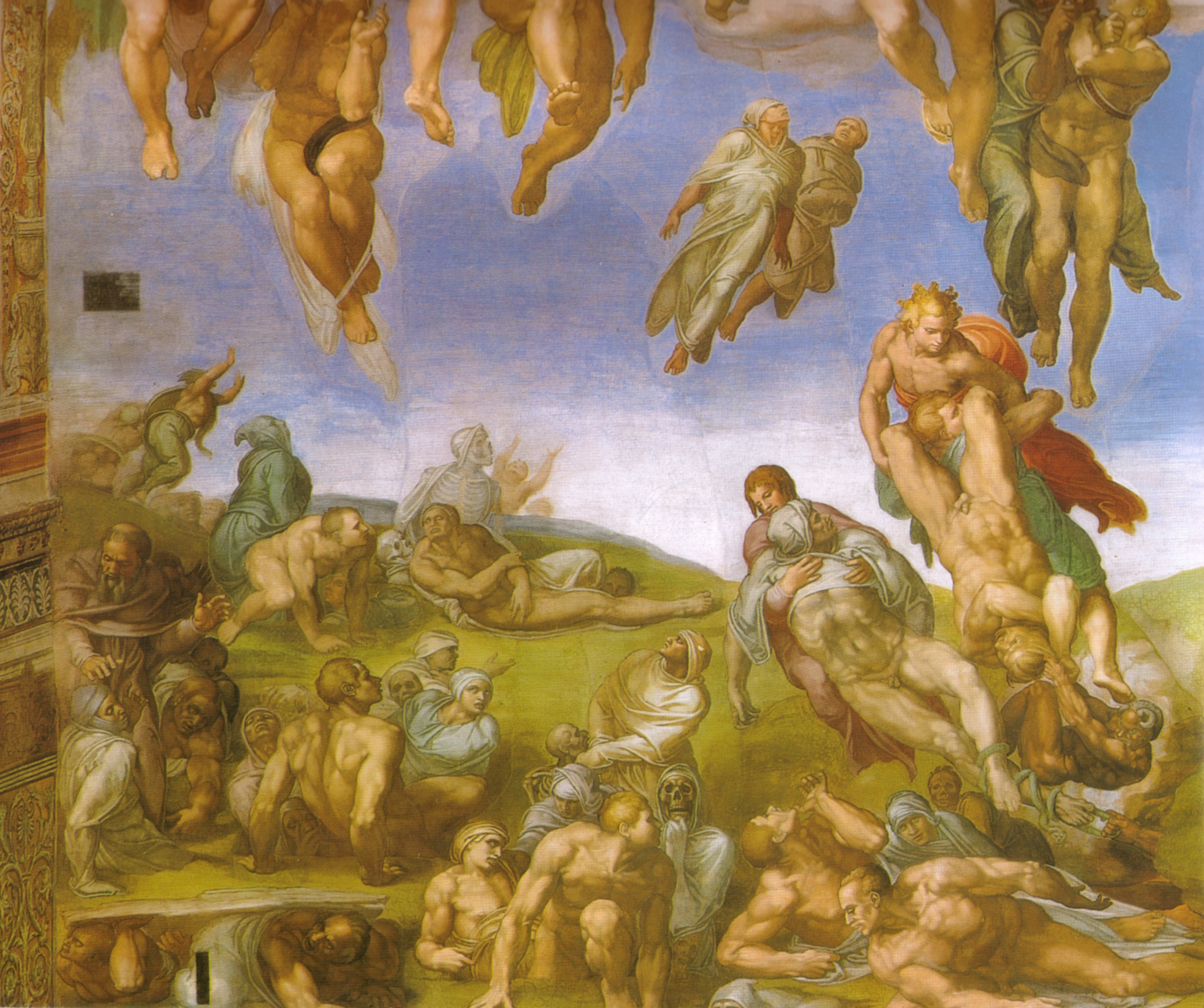
Z lewej stronie widoczny jest ksiądz błogosławiący duszom
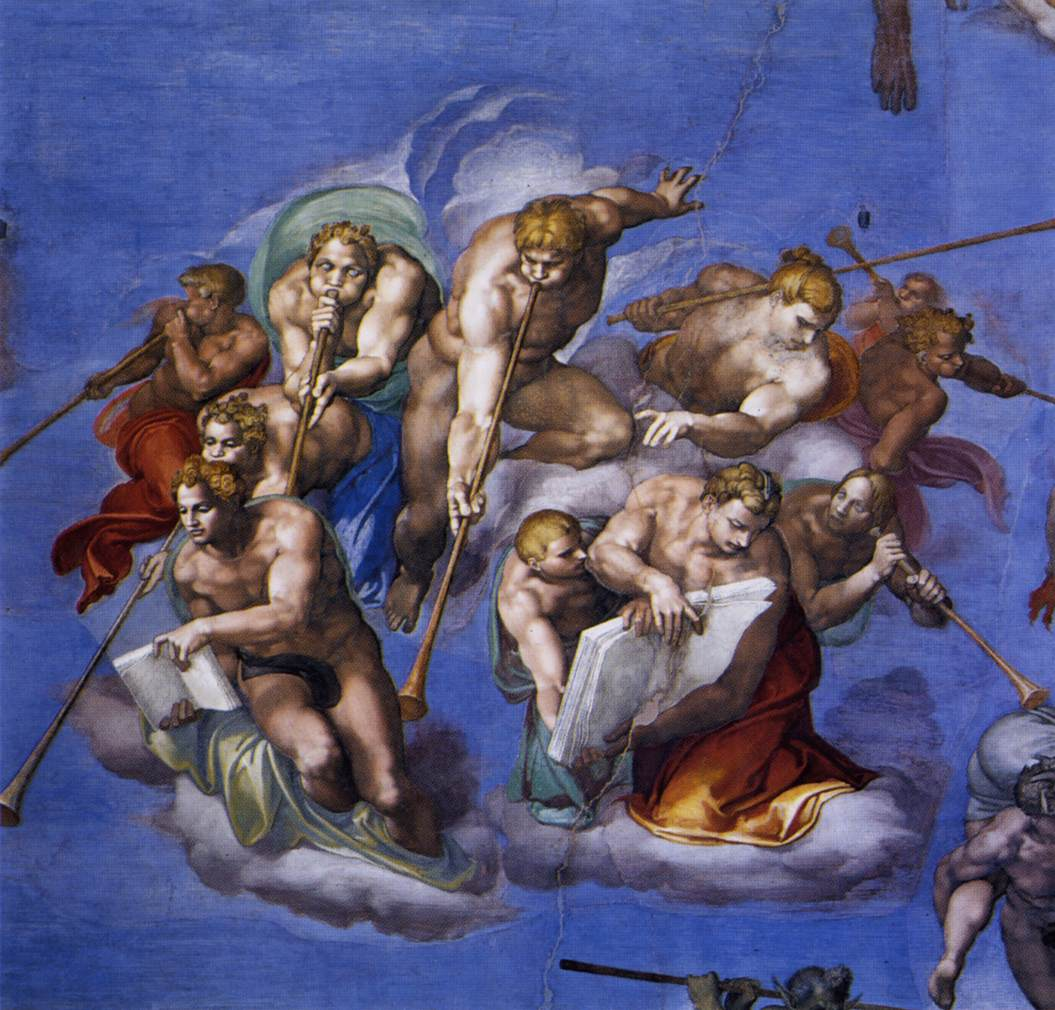
Siedmiu Aniołów Apokalipsy dmących w trąby
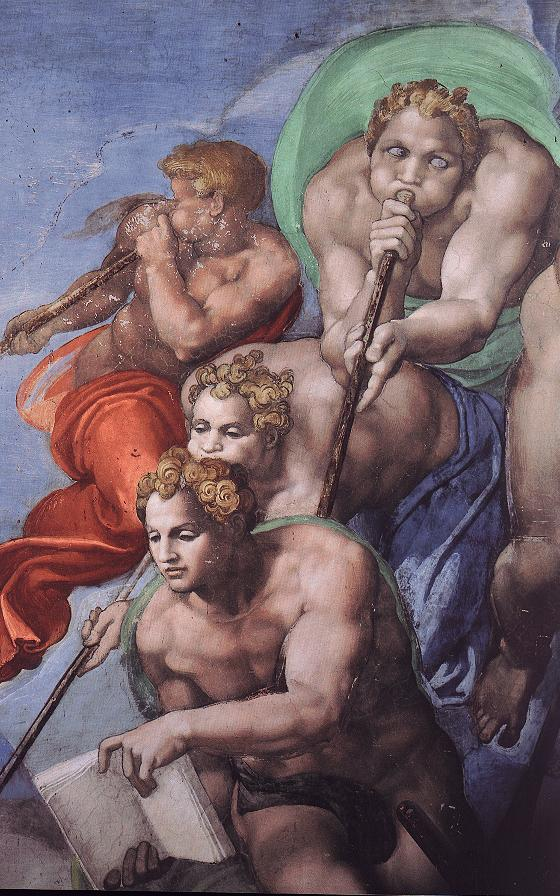
Aniołowie Apokalipsy – detal
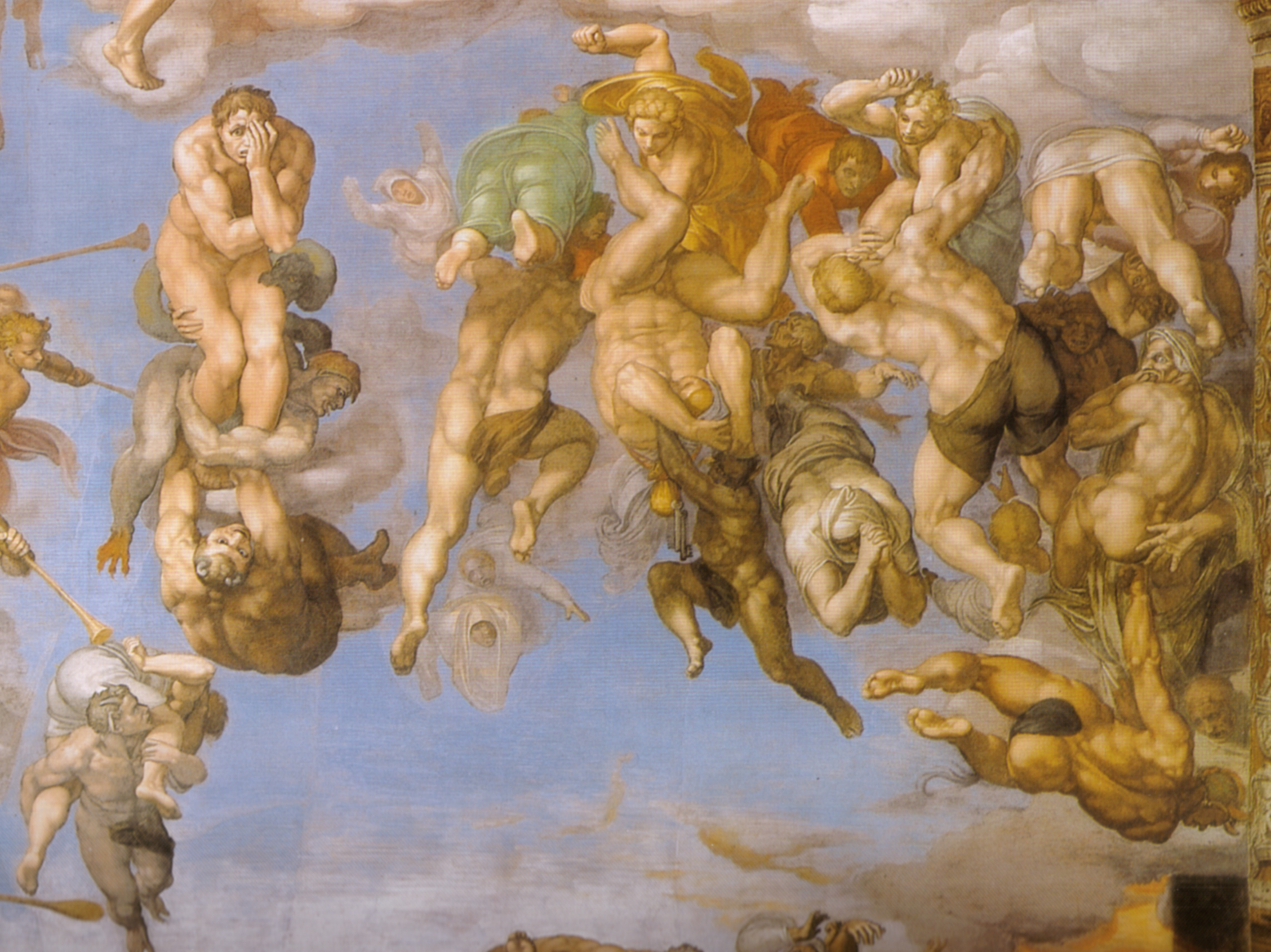
Aniołowie walczący z potępieńcami

Michał Anioł malując fresk zastosował odwróconą perspektywę. Górne postacie i sceny są znacznie większe od tych przedstawionych w dolnej części malowidła. Zastosowanie takiego zabiegu powoduje, iż widz lepiej widzi oddalone postacie i nie są one dla niego niewidoczne. Po odsłonięciu fresku opinie na jego temat były podzielone. Obok podziwu nad kunsztem mistrza więcej było słychać głosów oburzenia i dezaprobaty z powodu wielości nagich ciał poskręcanych w każdą stronę. Papież Paweł IV polecił dwóm innym artystom, Daniele da Volterra zwanemu później "majtkarzem" oraz Girolamie da Fano, na miesiąc przed śmiercią Michała Anioła, zakrycie nagości.

## Symbolizm i elementy kabały w Sądzie Ostatecznym
Michał Anioł, jako znawca kabały i tradycji żydowskiej, umieścił we fresku kilka elementów kabalistyki. Dzieło jest wyrazem równowagi świata. Po lewej stronie, po stronie Matki Boskiej, znajdują się symbole Chesed, żeńskie pierwiastki Drzewa Życia. Po drugiej stronie mamy symbole władzy i sądu czyli Gewura – Din. Pośrodku fresku znajduje się zgodnie z naukami kabalistycznymi drabina Jakubowa w postaci rusztu św. Wawrzyńca. Michał Anioł malując fresk przekazał wiele własnych myśli i poglądów. Ukazał swojego przyjaciela (Tommaso dei Cavalieri) - będącego natchnieniem niejednego dzieła, przekazał szacunek dla Żydów, dezaprobatę dla poczynań polityki watykańskiej, pokazał nowatorskie techniki oraz neoprotestanckie poglądy wynikające ze znajomości z Vittorią Colonną.